# Pegli
Pegli (Pêgi in ligure) è un quartiere del ponente genovese. Fu comune autonomo fino al 1926, quando insieme ad altri diciotto comuni venne aggregato al comune di Genova, nella cui ripartizione amministrativa fu dapprima una delegazione e poi dal 1978 una circoscrizione. Nella ripartizione amministrativa in vigore dal 2005 fa parte del Municipio VII Ponente, assieme a Pra' e Voltri (anch'essi ex comuni autonomi).

## Descrizione del quartiere

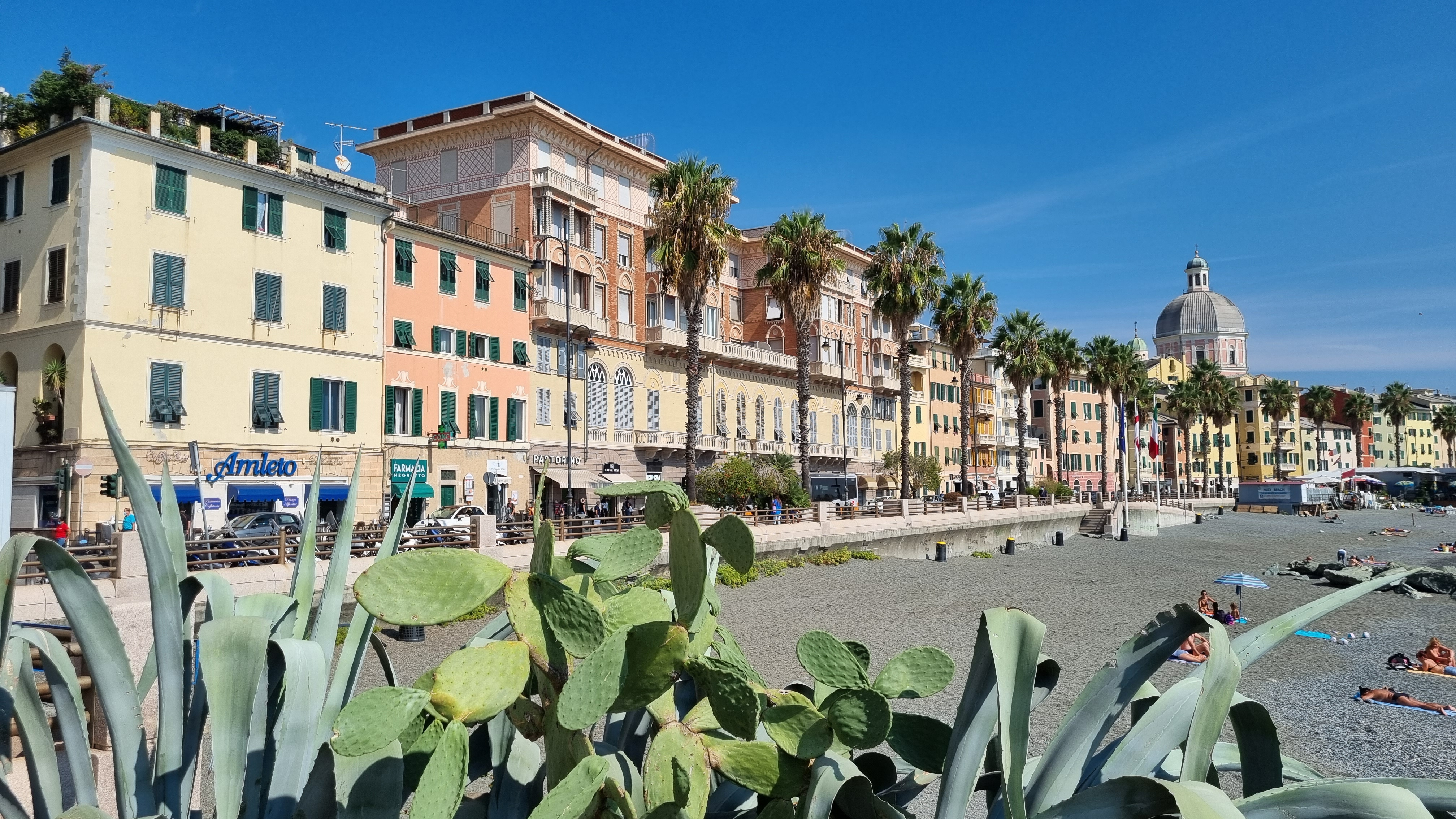
La parte centrale di Levante del lungomare con al centro il palazzo Doria alla Marina

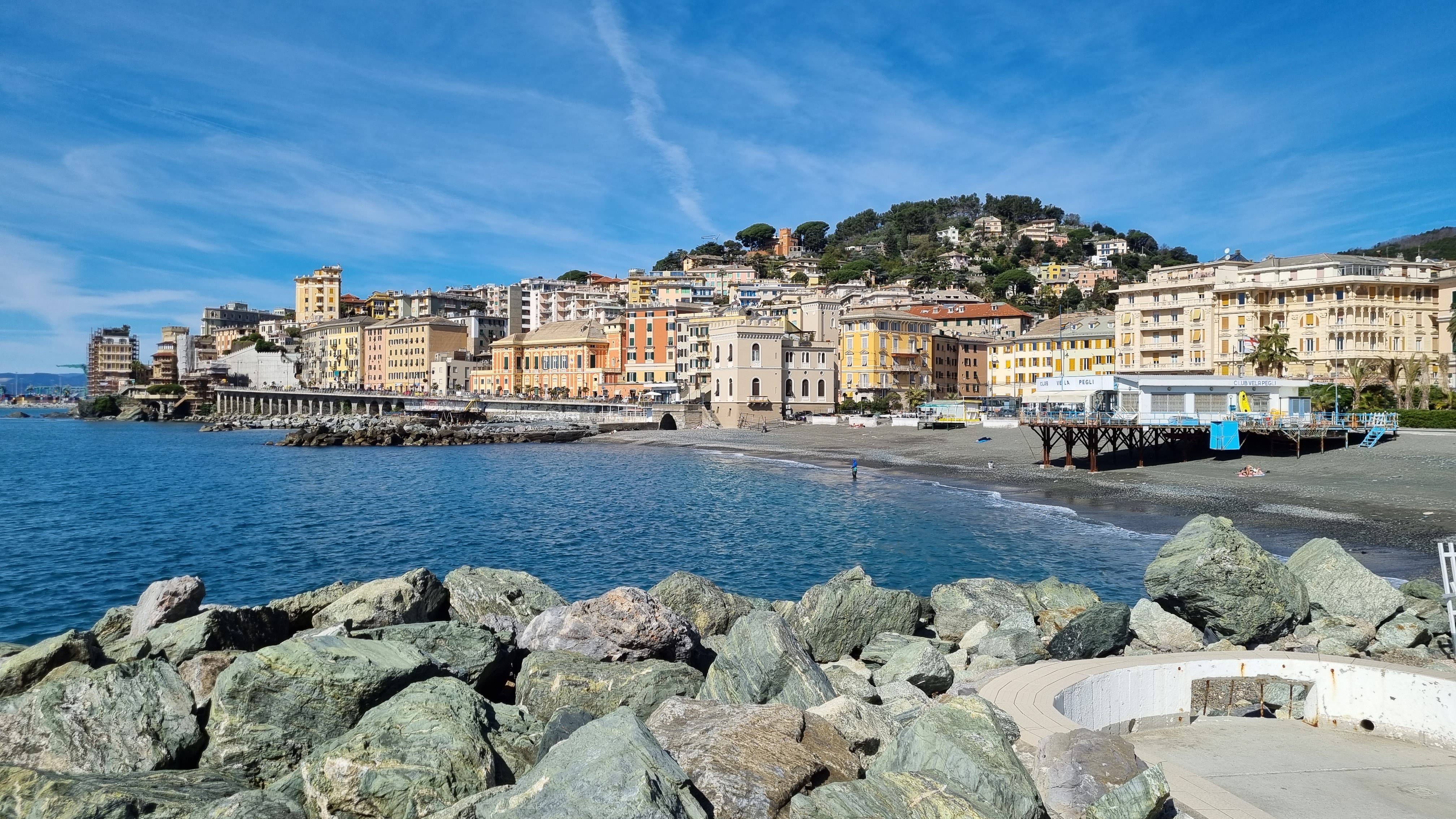
La parte centrale di Ponente del lungomare. In alto, in secondo piano, la parte alta di Viale Modugno con le ville più esclusive tra cui il Castellaccio.

L'ex circoscrizione di Pegli comprende le unità urbanistiche Castelluccio, Multedo e Pegli. Nonostante come tutto il ponente genovese sia stata interessata dallo sviluppo industriale del secondo dopoguerra, ha conservato in gran parte le caratteristiche di pregio ambientale che ne avevano fatto nel passato una delle mete di soggiorno preferite da nobili e ricchi borghesi di tutta Europa ed oggi è il quartiere residenziale di maggior pregio nel ponente.

### Toponimo
Il suo nome deriva dall'antica "Pyla Veituriorum" fondata, come altre nella zona, dalla tribù ligure dei Veturii. Il termine "Pyla" potrebbe derivare dal greco "pylae" (passo tra i monti), con riferimento agli antichi percorsi che dal litorale risalivano la valle del Varenna valicando poi l'Appennino, diretti verso il Piemonte.

### Territorio
Pegli confina a est con Sestri Ponente, a nord con il comune di Ceranesi, a ovest con Pra' e Voltri, a sud si affaccia sul mare con un tratto di spiaggia ed alcune infrastrutture del sistema portuale genovese (porto petroli a levante e parte del porto di Pra' a ponente). Il territorio dell'ex circoscrizione si estende per 24,06 km², di cui però solo 2,71 urbanizzati, e comprende:
- Una fascia litoranea, estesa per oltre due chilometri tra la foce del rio Marotto (a levante) e quella del rio Sant'Antonio (a ponente), attraversata dalla via "Aurelia" sulla quale si affacciano le case dell'antico borgo marinaro, che formano una palazzata non interrotta da costruzioni recenti, con antiche case di pescatori ed eleganti palazzi ottocenteschi. A differenza di altre realtà del ponente genovese l'area centrale del quartiere ha conservato l'affaccio sul mare, con il suo lungomare e la spiaggia, mentre a levante della foce del Varenna, nella zona di Multedo, sono presenti anche alcuni insediamenti industriali, cresciuti in modo disordinato soprattutto nel secondo dopoguerra.

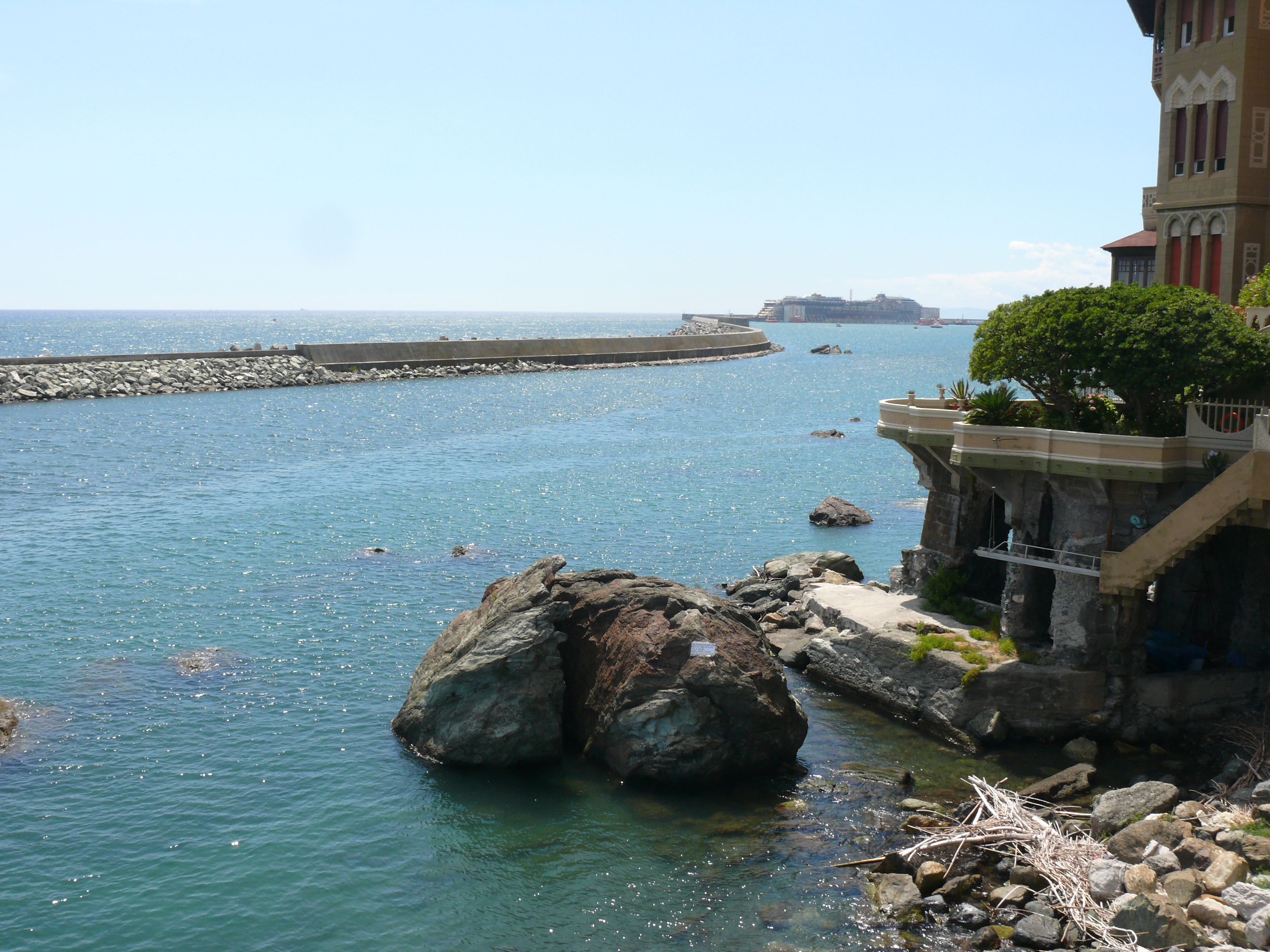
Scogli nella zona di ponente del lungomare, con lo Scoglio Spaccato (Scoeuggio Spaccou) ai piedi del Castello Vianson e la Pria Pula sullo sfondo.

Il litorale pegliese è caratterizzato da ciottoli di varie dimensioni, mentre nella parte a ponente sono presenti scogliere, come il cosiddetto Scoeuggio Spaccou e la più nota Pria Pula, formata da tre scogli affioranti a poca distanza dalla costa, così chiamata per la sua forma che richiamava quella di una giovane pollastra (pula o pulla in ligure). Questo caratteristico scoglio, da sempre punto di riferimento per i pegliesi e citato in alcuni modi di dire locali, ha rischiato di scomparire con la costruzione della diga foranea del porto di Pra', ed è oggi compreso all'interno del bacino portuale, all'imboccatura di levante, utilizzabile unicamente da barche da pesca e da diporto.
- Una zona collinare alle spalle del borgo antico, dove sorgono gli insediamenti dell'espansione urbanistica residenziale del secondo dopoguerra.
- La Val Varenna, assai estesa ma poco popolata, con diverse frazioni sparse nel fondovalle e contornata da monti che arrivano a sfiorare i mille metri di altitudine a pochi chilometri dalla costa.

#### Multedo
Nella fascia litoranea il torrente Varenna, perpendicolare alla linea di costa, divide l'abitato storico di Pegli da Multedo, e al tempo stesso segna il confine fra le aree industrializzate del ponente e quelle prevalentemente residenziali.
Multedo, centro di origine medioevale sul promontorio che chiudeva a ponente il golfo di Sestri Ponente, nel tempo accorpato alternativamente a Pegli e a Sestri Ponente nel 1798 con la repubblica democratica divenne comune autonomo, ma nel 1875 fu annesso al comune di Pegli. Poi, insieme a questo, con il regio decreto-legge n. 74 del 14 gennaio 1926, nell'ambito della creazione della cosiddetta Grande Genova, insieme ad altri diciotto comuni fu aggregato a quello di Genova, la cui nuova entità amministrativa diventò operativa dal 1º luglio 1926.
Per secoli centro residenziale e di villeggiatura, nel corso del Novecento è stato interessato da importanti fenomeni di industrializzazione che, in particolare nel secondo dopoguerra, hanno in parte mutato il volto del quartiere, stravolgendolo quasi completamente; c'è ancora una spiaggia a levante (verso la foce del Varenna). All'industrializzazione sono sopravvissute la chiesa di Monte Oliveto e la Villa Lomellini Rostan, che ha però perso il suo grande parco.

#### La val Varenna
La val Varenna (in ligure Voëna), attraversata dall'omonimo torrente che sfocia in mare tra Pegli e Multedo, costituisce più del 70% del territorio della ex circoscrizione pegliese.
Ad eccezione della zona della foce, fortemente urbanizzata, segnata da insediamenti industriali e depositi petroliferi e completamente integrata nell'abitato di Pegli, la valle è scarsamente popolata: sulla base di dati non ufficiali si può stimare una popolazione di poco più di mille abitanti, concentrati soprattutto nei centri di fondovalle.
La valle, stretta ed allungata, ha una superficie di circa 22 km² (di cui tre appartenenti al comune di Ceranesi) e si sviluppa in direzione nord-sud per circa 9 km, con un'ampiezza massima di 4,5 km ed ha il suo punto culminante nel monte Penello (995 m), lungo la dorsale di ponente. Sono presenti anche zone di particolare interesse ambientale e naturalistico come le piccole valli degli affluenti Gandolfi e Cantalupo.
I principali centri, tutti nel fondovalle, sono Tre Ponti, Granara, Chiesino, Carpenara e San Carlo di Cese. Per secoli la sua economia è stata legata alla grande disponibilità risorse idriche che ha favorito fin dal XVII secolo l'insediamento di attività manifatturiere che utilizzavano l'acqua per azionare i loro macchinari, come mulini, cartiere, fonderie e lavanderie, di cui restano, in stato di abbandono o riconvertite ad altri usi, significative emergenze di archeologia industriale.

### Clima
Già rinomata per il suo clima ai tempi del Grand Tour, quando viaggiatori venuti dal nord ne diffusero l'immagine in Europa, Pegli, con i quartieri di Quinto e Nervi, presenta il clima invernale più mite di tutta Genova, sia per la vicinanza del mare, sia per le alte montagne che la proteggono dall'impetuoso vento di tramontana, favorendo lungo la costa lo sviluppo di essenze mediterranee che invece non trovano l'habitat ideale in altre zone della città.
Nei mesi che vanno da dicembre a febbraio, questo microclima ottimale è dovuto principalmente alla protezione offerta a Pegli dal gruppo montuoso del monte Penello che ripara il centro abitato dai venti settentrionali che, peraltro, discendendo il versante sud di questi rilievi, finiscono per scaldarsi per effetto della compressione adiabatica.

## Società

### Evoluzione demografica
Le tre "unità urbanistiche" che formano la ex circoscrizione avevano complessivamente al 31 dicembre 2014 una popolazione di 26 629 abitanti.
Nel Cinquecento, il Giustiniani contava 250 case a Pegli e 70 a Multedo (Morzio).
Con il primo censimento dell'Italia unita (1861) gli abitanti, in prevalenza contadini e pescatori, risultano 6 567. Lo sviluppo del turismo d'élite, a partire dalla metà dell'Ottocento, favorì una rapida crescita della popolazione, che all'inizio del Novecento faceva registrare 9 226 residenti, in ulteriore crescita alla vigilia dell'annessione a Genova (1926), quando raggiunse i 12 594 abitanti.
La crescita della popolazione proseguì nei decenni a cavallo della seconda guerra mondiale, toccando nel 1971 il massimo di 34 613 abitanti. Da allora ha avuto inizio un graduale declino, anche se in misura più contenuta rispetto alla media cittadina, fino agli attuali (dicembre 2017) 26 135 abitanti.
Tra i diversi indicatori statistici, quello relativo al grado di istruzione evidenzia che Pegli è l'unica zona del ponente genovese in cui la percentuale di laureati sulla popolazione residente (12,1%) è superiore alla media cittadina (10,9%).

## Storia

### Le origini

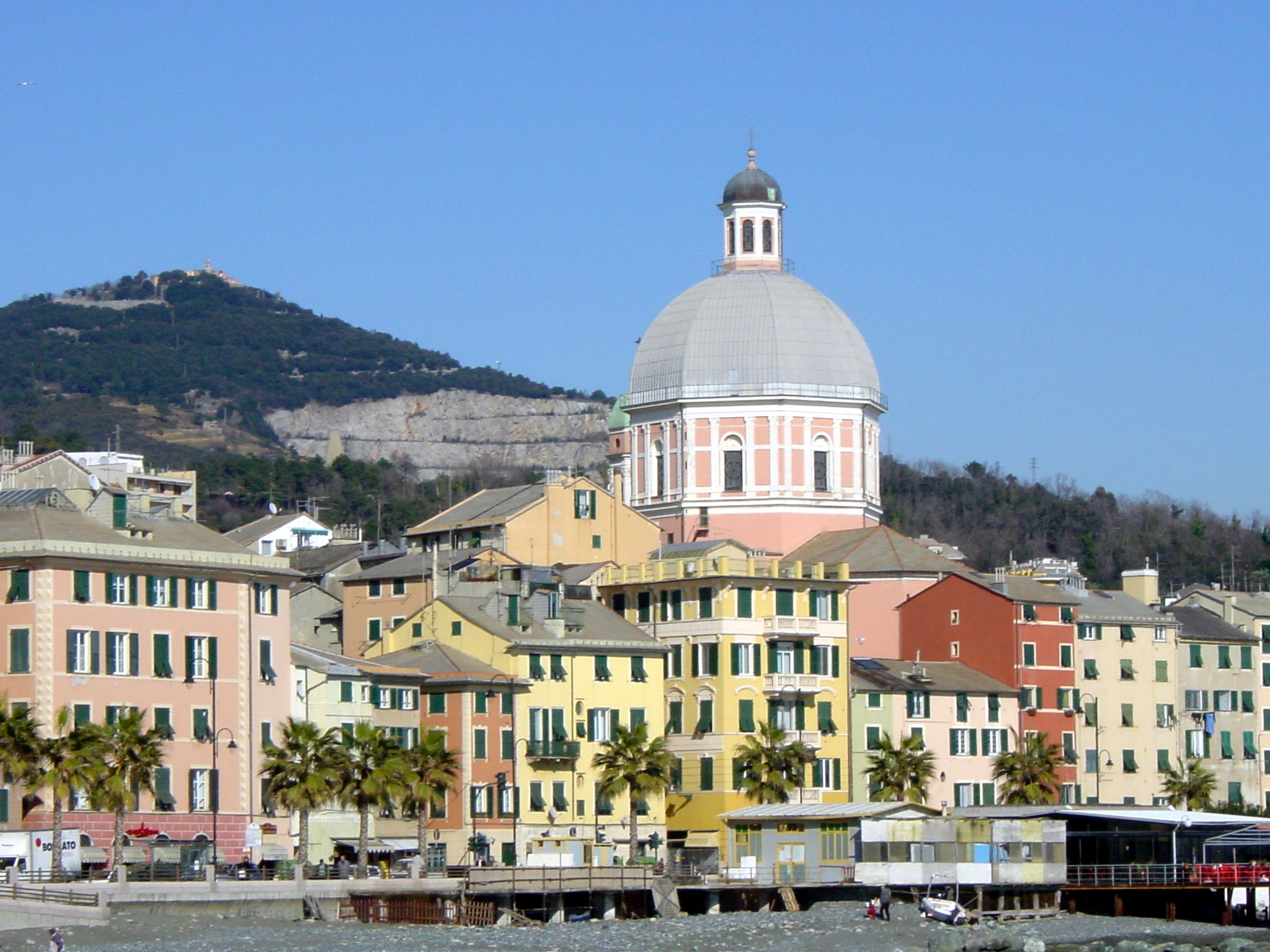
La passeggiata a mare di Pegli, con la cupola della chiesa dedicata a Santa Maria Immacolata e San Marziano e, sullo sfondo, il Monte Gazzo

L'antica Pyla Veituriorum fu fondata dai Liguri Veturii allo sbocco a mare della Val Varenna, all'inizio di un percorso creatosi spontaneamente lungo i crinali montuosi verso le Capanne di Marcarolo, nell'antichità importante centro di scambi commerciali.
Fino al XVI secolo il paese, benché abbastanza popolato, soprattutto da pescatori e contadini, non doveva avere una particolare importanza, né commerciale né come luogo di soggiorno di famiglie patrizie; era dotato di un piccolo porto, adatto per le imbarcazioni dei pescatori ma non per l'attracco di navi di grandi dimensioni.
Nei suoi Annali, all'inizio del XVI secolo, il Giustiniani, vescovo e storico, vi dedica poche righe, citando solo la presenza del monastero benedettino di San Martino e di quello di Monte Oliveto di Multedo.
(Agostino Giustiniani, Annali della Repubblica di Genova, 1537)
Nel corso dei secoli molti pegliesi emigrarono per fondare piccole colonie un po' ovunque nel Mediterraneo, ma l'insediamento storicamente più importante fu quello di Tabarca, in Tunisia, da dove i discendenti dei primi coloni si spostarono in Sardegna nel XVIII secolo, mantenendo nei secoli il loro dialetto, affine al ligure, nonché costumi e tradizioni della terra di origine.
Oggi sono chiamati tabarchini gli abitanti di Carloforte e Calasetta, nella Sardegna sud occidentale. La loro storia ebbe inizio nel 1540 quando i Lomellini ottennero in concessione da Carlo V, che aveva imposto il suo protettorato sul regno hafside di Tunisi, l'isola di Tabarca, prospiciente alla costa tunisina, per praticarvi la pesca e il commercio del corallo.
Nel 1542 i Lomellini inviarono a Tabarca quasi trecento famiglie genovesi, in maggioranza pegliesi; esse diedero vita alla comunità "tabarchina", che sarebbe rimasta sull'isola per due secoli, dedicandosi alla pesca del corallo, rivenduto ai Lomellini, che da questo commercio trassero ingenti ricchezze.
L'esistenza della colonia non fu sempre tranquilla, sia per le mire dei francesi sull'isola che per le scorrerie dei pirati barbareschi. La situazione economica peggiorò nella prima metà del XVIII secolo per il calo della produzione di corallo e l'eccesso di popolazione, per cui numerosi tabarchini nel 1738 si trasferirono nell'isola di San Pietro, allora disabitata, nella Sardegna sud-occidentale, concessa loro dal re di Sardegna Carlo Emanuele III. Sull'isola fu costruita una nuova cittadina, chiamata Carloforte in onore del re. A Carloforte i tabarchini, oltre alla raccolta del corallo, si dedicavano alla pesca ed erano valenti maestri d'ascia e marinai.
Nel frattempo i Lomellini tentarono di vendere Tabarca ai francesi ma nel 1741, mentre le trattative erano in corso, il Bey di Tunisi invase l'isola e fece prigionieri gli abitanti rimasti, riducendoli in schiavitù. Essi dopo lunghe trattative vennero riscattati per l'interessamento di Carlo Emanuele III e di altri sovrani e nobili europei. Quasi tutti gli schiavi liberati raggiunsero Carloforte; un ultimo gruppo di tabarchini si insediò nel 1770 sull'isola di Sant'Antioco, vicino a quella di San Pietro, fondando il paese di Calasetta.
Parte dei tabarchini liberati si insediò nel 1768 sull'isola spagnola di San Pablo, al largo di Alicante, dove fondarono il centro di Nueva Tabarca. Diversamente da Carloforte e Calasetta quest'ultima non mantenne però i contatti con Genova e perse le sue tradizioni, integrandosi completamente nell'orbita culturale e linguistica spagnola.
Sventato nel 1793 un tentativo di occupazione francese, nel 1798 Carloforte subì un'incursione barbaresca che fece circa ottocento prigionieri, riscattati solo nel 1803 per intervento delle maggiori potenze europee dell'epoca, in primo luogo del re di Sardegna Vittorio Emanuele I.
Per il tipo di attività economiche svolte, legate soprattutto al mare, e l'insularità dei due centri le comunità tabarchine di Carloforte e Calasetta non si sono mai completamente integrate con il retroterra sardo, mentre sono rimasti forti i legami con il capoluogo ligure.
I tabarchini hanno quindi mantenuto integra la loro identità culturale e il loro dialetto, correntemente parlato dall'87% degli abitanti di Carloforte e dal 65% di quelli di Calasetta.
Nel 2004 Carloforte è stato riconosciuto come comune onorario dalla provincia di Genova in virtù dei legami storici, economici e culturali con Genova ed in particolare con Pegli, luogo di origine dell'emigrazione. Nel 2006 questo riconoscimento è stato esteso anche alla vicina Calasetta.

### Dal XVI al XVIII secolo
A partire dalla metà del Cinquecento lungo la via medioevale che collegava Genova con i paesi della riviera di Ponente, impropriamente chiamata "via Antica Romana", sorsero prestigiose residenze suburbane di alcune ricche famiglie patrizie genovesi, ed in particolare della famiglia Lomellini, presente a Pegli con numerose proprietà, tra le quali diversi palazzi, alcuni dei quali ancora oggi intatti. Tra questi la villa Lomellini Rosa (nell'attuale viale Modugno), la villa Lomellini-Banfi, il palazzo Lomellini di Porticciuolo (oggi Hotel Mediterranèe) e la villa Lomellini Rostan a Multedo.
Un'altra famiglia presente a Pegli era quella dei Doria, proprietaria della villa Doria Centurione in piazza Bonavino.

#### I coloni pegliesi a Tabarca
In quello stesso periodo i Lomellini, che avevano ottenuto in concessione l'isola di Tabarca, prospiciente alle coste tunisine, vi fecero trasferire quasi trecento famiglie, per la maggior parte pegliesi, che si dedicarono alla pesca del corallo.
La presenza dei "tabarchini" sull'isola durò fino alla metà del XVIII secolo, quando i loro discendenti dovettero trasferirsi prima a Carloforte, poi a Calasetta in Sardegna, dove ancora oggi si parla il tabarchino, una variante del ligure derivata dall'antico dialetto pegliese.

### L'Ottocento
La Repubblica Ligure napoleonica, annessa nel 1805 all'Impero francese, nel 1814, a seguito delle decisioni del Congresso di Vienna passò al Regno di Sardegna, e con essa anche i comuni di Pegli e Multedo.
Intorno al 1840 il marchese Ignazio Pallavicini fece edificare l'ultima delle grandi dimore nobiliari suburbane, la villa Durazzo-Pallavicini con annesso un grande parco che inglobava il giardino botanico voluto nel 1794 dalla zia Clelia Durazzo.
Nel 1849 il Casalis, nel suo Dizionario degli stati di S.M. il Re di Sardegna alla vigilia delle trasformazioni urbanistiche dell'Ottocento, descrive ancora una cittadina con un'economia basata prevalentemente sull'agricoltura, la pesca e le prime industrie tessili:
Giace sulla spiaggia del mare ligustico, in distanza di due miglia dal capoluogo di mandamento: di quattro miglia e mezzo è la sua lontananza dal capo di provincia.
Vi scorre la strada provinciale, che da ponente accenna alla Francia, e da levante conduce alla Toscana, attraversando il capoluogo di divisione, e la riviera orientale. Sul torrente Varenna che ha l'origine sui vicini monti, vi soprastà un ponte in legno con pile di pietra, che fu costrutto a spese della provincia sul disegno dell'ingegnere civile Francesco Argenti. Sul Varenna vi sono parecchi molini, ove si macina una grande quantità di cereali, e di civaje, che si consumano nei paesi limitrofi, e specialmente nella città di Genova.
Vi sono sedici fabbriche di pannine, nelle quali vengono impiegate non meno di quattrocento persone tra uomini e donne: i prodotti di tali fabbriche si smerciano nell'interno dello Stato.
La chiesa parrocchiale, con piccolo cenobio annesso, appartenente ai monaci benedettini, è sotto l'invocazione di s. Martino. Di due altre chiese aventi ciascuna un piccolo convento unito, la prima è uffiziata dai minori osservanti di s. Francesco, che vi abitano in numero di undici, l'altra sotto il titolo di Nostra Signora delle Grazie è propria del principe Doria, che vi fa celebrare i divini misteri nei giorni festivi.
Due palazzi esistono in Pegli: uno spettante al principe Doria, e di antica architettura, contiene nell'interno vetuste pitture. Dietro al medesimo sta un delizioso bosco di diporto con belle strade, cui fiancheggiano elci, olmi, quercie, ed altre piante di alto fusto: ivi giace un piccolo lago con isolotto formato ad arte, a cui trovasi attiguo un delizioso giardino di limoni e di aranci. L'altro palazzo è posseduto dalla marchesa Clelia Durazzo vedova Grimaldi.
Gli abitanti sono di complessione mezzanamente robusta, di buona indole, e di mediocri disposizioni intellettuali: attendono con amore all'agricoltura; e non pochi di essi anche alla pesca, alla navigazione ed al commercio; ma questo è scarso ed eventuale. Popolazione 3560.»
(Goffredo Casalis, Dizionario geografico, storico, statistico e commerciale degli stati di S.M. il Re di Sardegna, volume XVIII, 1849)
Dalla metà dell'Ottocento ebbe inizio una fase di trasformazione urbana del centro rivierasco, che si avviava a diventare un prestigioso luogo di soggiorno estivo e invernale, frequentato da aristocratici di mezza Europa.
Determinante per lo sviluppo turistico fu la realizzazione del grande parco pensato da Ignazio Pallavicini non solo per impreziosire la propria villa, ma come una vera e propria attrazione rivolta al pubblico, e sin dalla sua inaugurazione, fatta coincidere non casualmente con un importante congresso scientifico tenutosi a Genova nel settembre del 1846, attirò a Pegli persone da tutta l'Europa.
Nel 1856 venne inaugurata la ferrovia Genova-Voltri con la stazione affacciata sulla piazza Ponchielli, nuovo centro della cittadina ottocentesca; oltre alla stazione, sulla piazza si trovavano l'ingresso della villa Durazzo Pallavicini, il prestigioso Hotel Michel e il nuovo palazzo municipale (1879).
La linea ferroviaria, accorciando drasticamente il tempo per raggiungere Pegli da Genova (dai novanta minuti dell'omnibus a cavalli ai venti minuti del treno) diede ulteriore impulso allo sviluppo della cittadina, contribuendo a farne la prima località turistica ligure di fama internazionale. Alcune delle ville vennero trasformate in lussuosi alberghi (come la villa Lomellini di Porticciuolo che ancora oggi ospita l'Hotel Mediterranèe) o prestigiose residenze private, mentre i fondi annessi alle antiche residenze nobiliari erano suddivisi in lotti ed edificati. Dalla metà dell'Ottocento e fino alla prima guerra mondiale aristocratici ed esponenti dell'alta borghesia, italiani ed europei, trascorrevano la stagione invernale in ville ed alberghi, mentre durante l'estate ricche famiglie del nord Italia frequentavano Pegli per i bagni di mare. La presenza di personalità politiche, nobili ed artisti di fama accrebbe in quel periodo il prestigio della cittadina.
Tra gli ospiti più illustri si annoverano i principi ereditari di Germania, esponenti di casa Savoia e letterati quali George Sand, Alfred de Musset, August Strindberg, Franz Kafka, Arrigo Boito ed altri.
Nel 1875 veniva stabilita l'annessione a Pegli del limitrofo comune di Multedo.

### Il Novecento

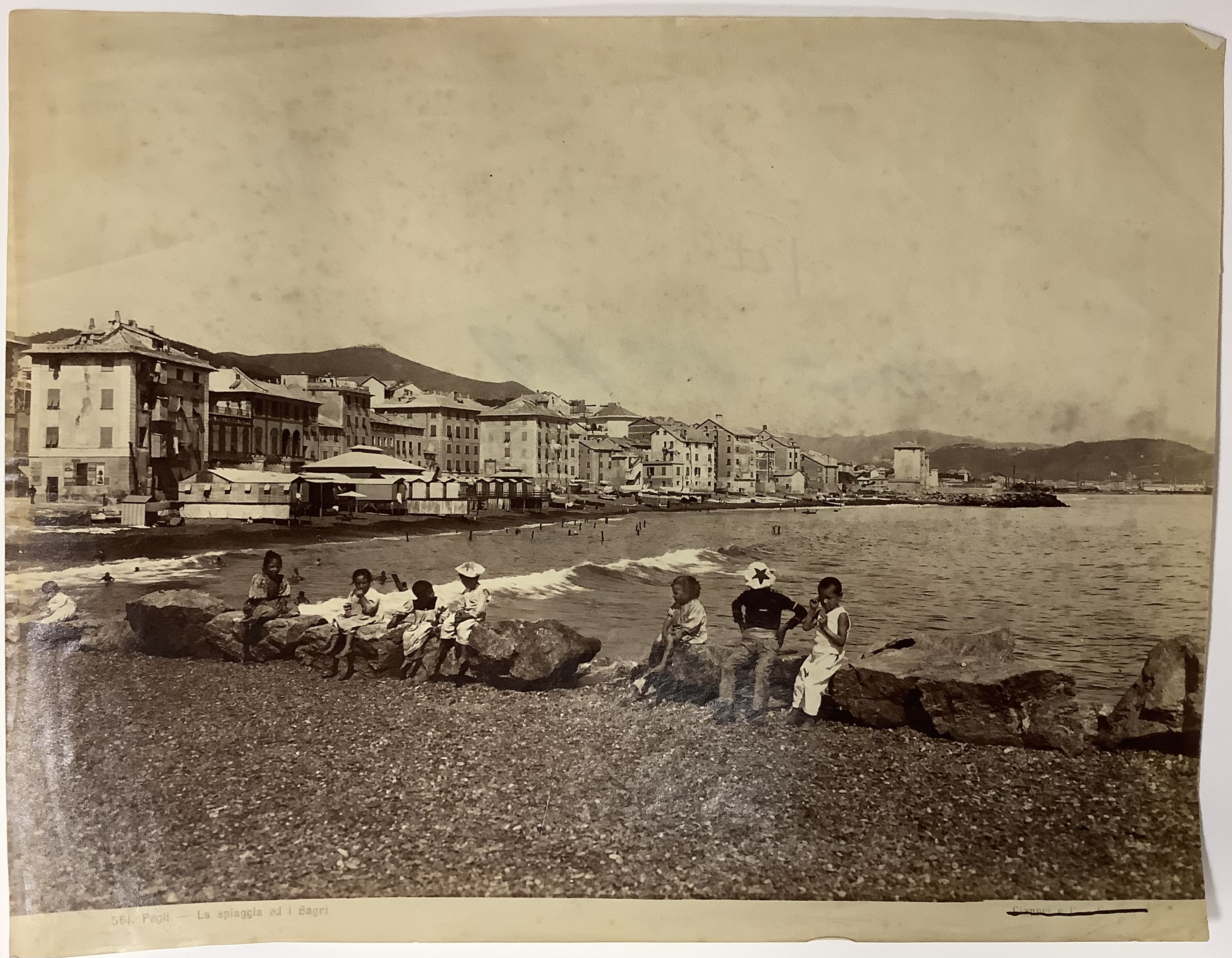
Il lungomare e la spiaggia di Pegli in una foto di Francesco Ciappei del 1890

#### L'annessione a Genova
Con il Regio Decreto n. 74 del 14 gennaio 1926, il Comune di Genova si espandeva inglobando diciannove comuni della val Polcevera, della val Bisagno e delle due riviere, a levante e a ponente della città. Tra di essi il comune di Pegli che entrò così a far parte della cosiddetta Grande Genova, perdendo la sua autonomia amministrativa.

#### L'industrializzazione del primo Novecento
Ancora nel primo Novecento sulle colline di Pegli sorsero numerose ville in stile liberty, ma con l'inserimento della cittadina nella Grande Genova la stagione del turismo d'élite volse al termine, mentre facevano la loro comparsa le prime industrie pesanti.
La zona di Multedo è stata quella più segnata dall'industrializzazione: già negli anni dieci l'Ansaldo aveva costruito, nell'area a mare adiacente ai cantieri di Sestri Ponente le "Fonderie di Multedo", un complesso industriale attivo fino agli anni ottanta.

#### Il secondo dopoguerra
È stato però nel secondo dopoguerra che uno sviluppo industriale incontrollato, in netta contrapposizione con la crescita equilibrata della prima industrializzazione, ha mutato radicalmente il volto della zona orientale del quartiere. In breve tempo nell'area di Multedo sorsero il Porto Petroli di Genova, inaugurato nel 1963, vari insediamenti industriali e depositi petroliferi. Gli insediamenti petroliferi (porto petroli e depositi) sono stati nel tempo causa di tragici incidenti, il più grave dei quali avvenne il 12 luglio 1981, quando si contarono sette morti e numerosi feriti per l'esplosione della petroliera giapponese Hakuyoh Maru, colpita da un fulmine mentre era attraccata nel porto petroli.
L'industrializzazione non ha toccato in modo significativo il centro di Pegli ed il litorale antistante, mentre a levante della foce del Varenna è sopravvissuto solo breve un tratto di spiaggia, compromessa però dalla presenza del vicino porto petroli e della pista dell'aeroporto "Cristoforo Colombo", protesa sulla penisola artificiale che chiude a mare l'area del porto petroli.
Il secondo dopoguerra ha visto anche la costruzione di nuovi quartieri, cresciuti in modo disordinato sulle colline tra gli anni cinquanta e sessanta, che hanno seriamente rischiato di alterare gli equilibri ambientali e paesistici dell'immediato retroterra.
Negli ultimi decenni del Novecento, Pegli si è ulteriormente ampliata con la costruzione di altri insediamenti residenziali, come il "Quartiere Giardino", "Pegli 2" ed altri ancora più a monte chiamati "Il Sole" e "L'orizzonte".
Sul finire degli anni novanta, in vista del vertice del G8 del 2001, ha usufruito del rifacimento parziale della passeggiata a mare, arricchita con palme ornamentali. In tale occasione venne anche restaurata la facciata del Museo navale e la piazza antistante, intitolata al sacerdote e filosofo pegliese Cristoforo Bonavino.

### Simboli

Stemma comunale di Pegli del 1882

Un primo stemma era così descritto nella delibera comunale del 24 aprile 1881:
Lo stemma venne in seguito modificato seguendo le proposte del Commissario presso la Consulta Araldica ed infine concesso con regio decreto del 16 aprile 1882 e trascritto nei registri della Consulta Araldica il 9 maggio dello stesso anno.

## Monumenti e luoghi d'interesse

### Architetture religiose
Il vicariato di Pegli dell'arcidiocesi di Genova comprende sette chiese parrocchiali, alcune di antica origine, come quelle dei santi Martino e Benedetto, di Monte Oliveto a Multedo e di San Carlo di Cese, nell'alta val Varenna; altre sono sorte tra Ottocento e Novecento, da quella di S. Maria Immacolata, la cui grande cupola caratterizza il panorama del lungomare, a quelle edificate a seguito dell'espansione urbanistica del secondo dopoguerra.
Oltre a queste nel quartiere sorgono altri luoghi di culto cattolici, tra i quali la vecchia chiesa di Nostra Signora Assunta e San Nicola, comunemente detta "il Chiesino", oggi non più officiata, che dà il nome all'omonima località della val Varenna e la cappella gentilizia dei Doria, dedicata a N.S. delle Grazie.

#### Chiese cattoliche parrocchiali

##### Chiesa dei Santi Martino e Benedetto

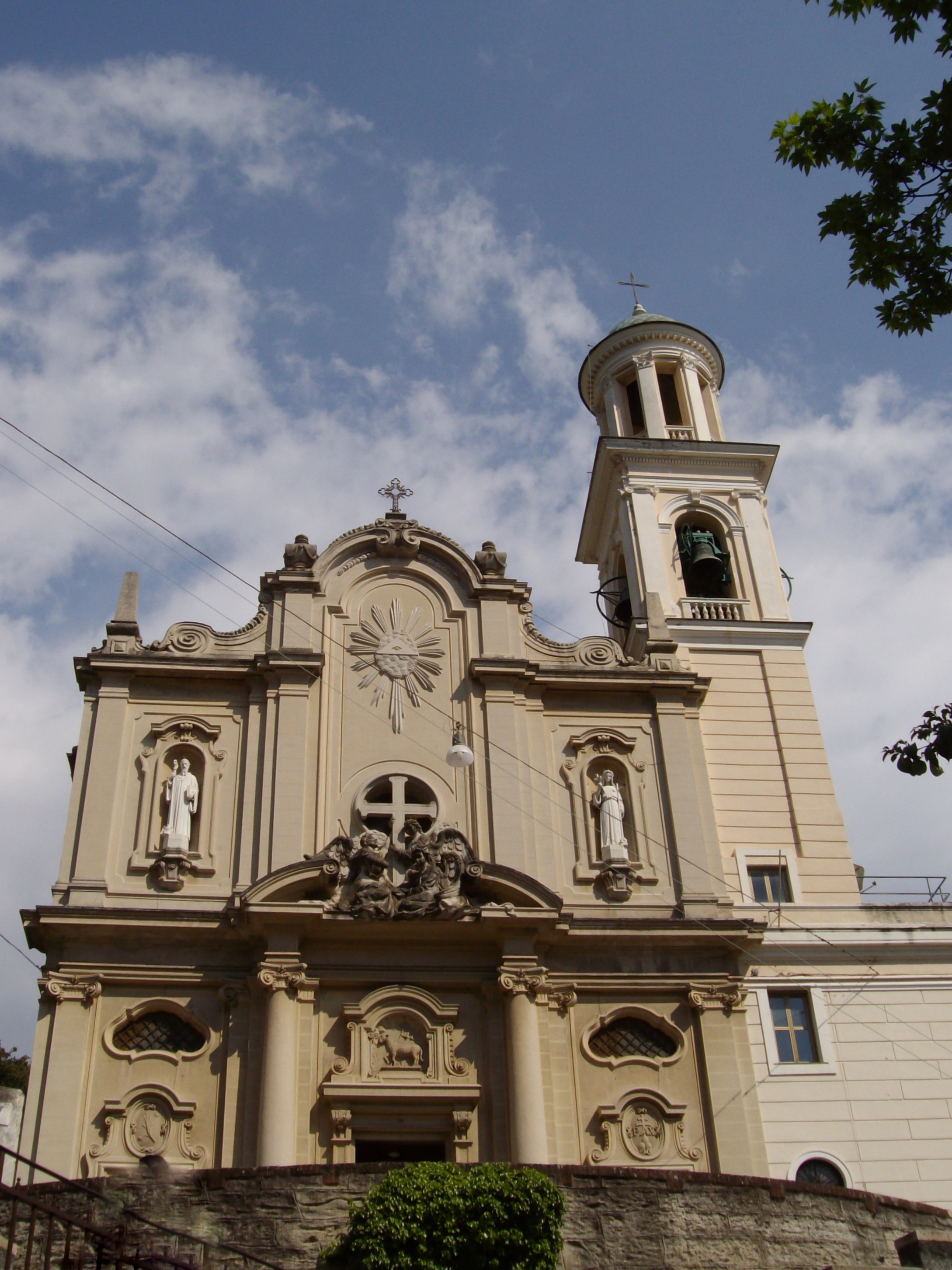
Chiesa dei Santi Martino e Benedetto

La più antica delle chiese pegliesi fu fondata nell'XI secolo (prime notizie intorno al 1140) dai benedettini dell'abbazia di S. Siro; se ne ha notizia per la prima volta in un documento del papa Adriano IV (1157). Rimase una dipendenza di San Siro fino al 1530, quando, ormai abbandonata, fu assegnata da papa Clemente VII ad altri benedettini, quelli di San Nicolò del Boschetto. Nel 1620 la chiesa fu ricostruita, a tre navate e sette altari; restaurata dai Grimaldi tra il 1713 e il 1719 e nuovamente ricostruita tra il 1797 e il 1799 su progetto di Giuseppe Scaniglia, portando a dieci il numero delle cappelle laterali, decorate dal pittore sampierdarenese Giacomo Storace. I benedettini furono allontanati nel 1807 e la chiesa fu affidata al clero secolare.
Nel 1861 il marchese Ignazio Pallavicini volle trasformare il campanile in forme neoclassiche, dotandolo di una piccola cupola identica a quella del tempio di Diana del suo parco romantico, adiacente alla chiesa; lo stesso marchese fece realizzare le nuove campane e sostituire il vecchio organo. Un'altra importante modifica fu attuata all'inizio del Novecento, trasformando, su progetto di Tito Picasso e con il contributo di Teresa Durazzo Pallavicini, le tre anguste navate in un'unica grande aula, la cui volta venne decorata da Giovanni e Antonio Orazio Quinzio con affreschi raffiguranti il "Redentore" nella volta del presbiterio e il "Trionfo di San Martino" in quella della navata. Ad Antonio Orazio Quinzio si deve anche il dipinto raffigurante "Santa Rosalia".
Nel 1919 vi fecero ritorno i benedettini, che ancora oggi reggono la parrocchia; negli anni venti la chiesa ebbe una nuova facciata, su disegno del milanese Bianchi.
Nella chiesa sono conservate alcune reliquie di santa Rosalia, la santa palermitana patrona del quartiere, qui trasferite nel XVII secolo dal vescovo di Palermo Giannettino Doria, figlio di Gianandrea Doria, proprietario della Villa Doria Centurione. La santa è festeggiata a Pegli con grande solennità il 4 settembre.

##### Chiesa di S. Maria Immacolata e S. Marziano

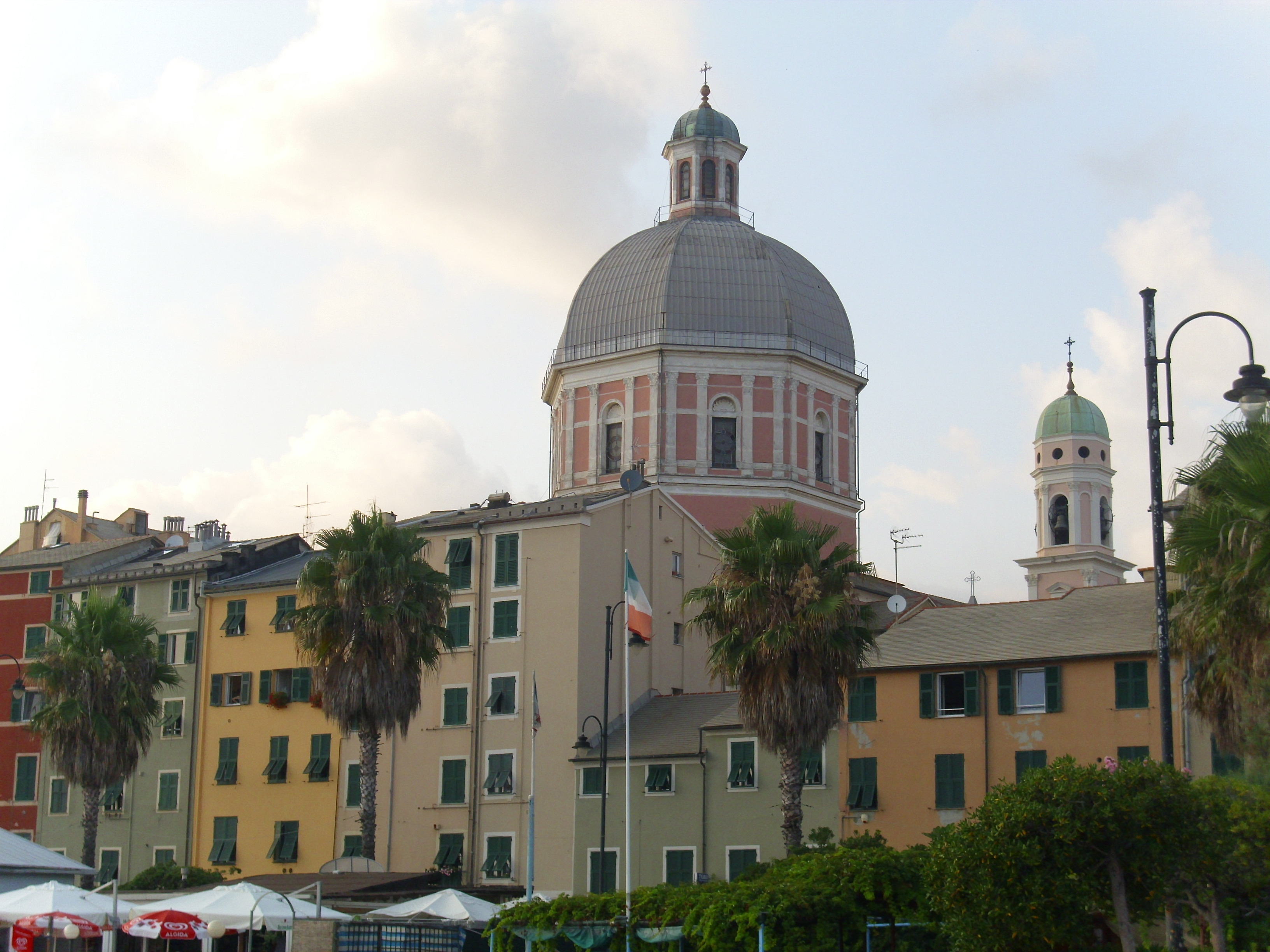
La cupola di Santa Maria Immacolata vista dal lungomare

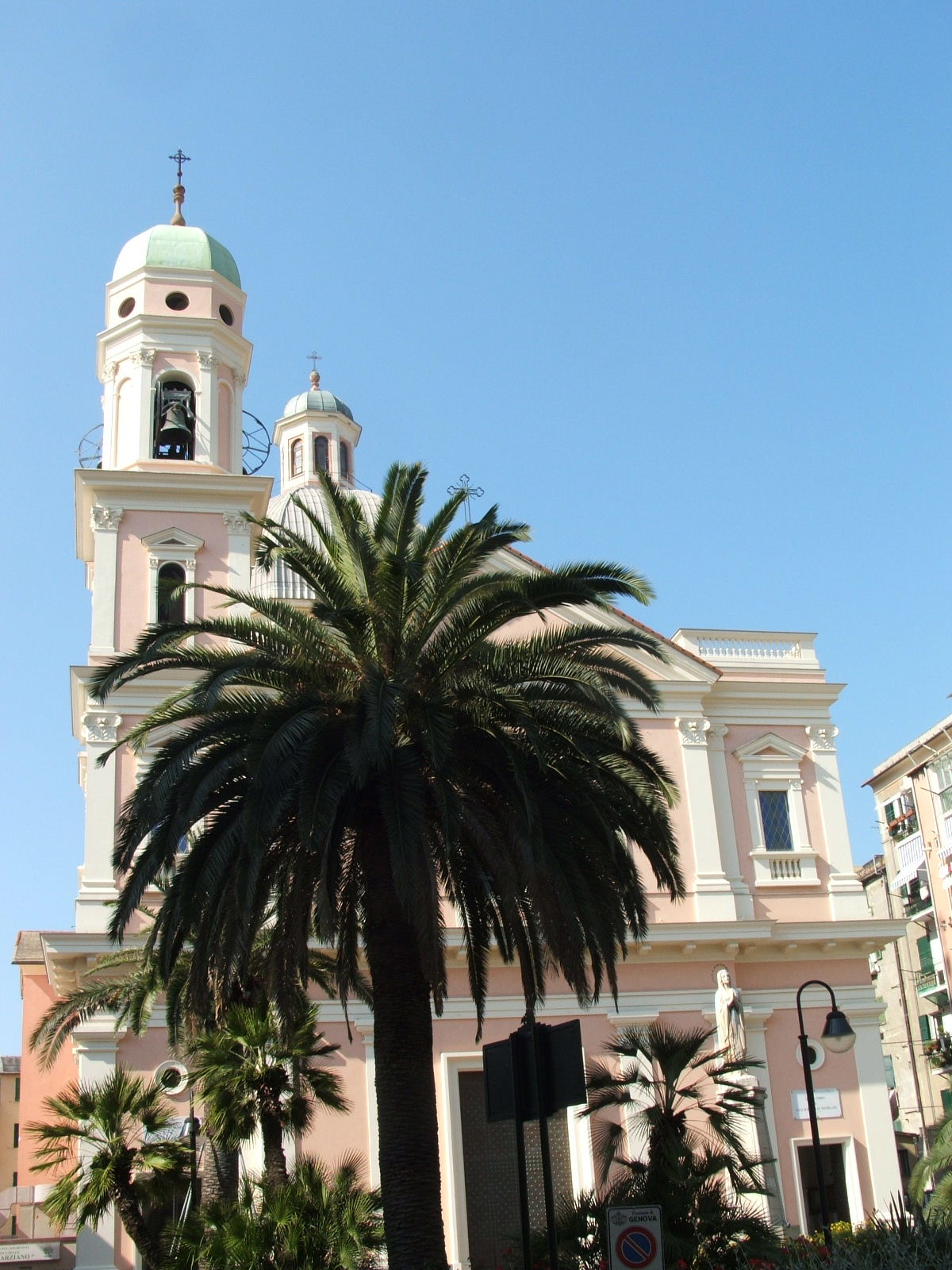
Santa Maria Immacolata, facciata

La chiesa, con la grande cupola che caratterizza il panorama del lungomare, fu costruita a partire dal 1884 (la prima pietra fu posata nel maggio di quell'anno alla presenza dell'arcivescovo Salvatore Magnasco) ed aperta al culto, benché non ancora completata, l'11 aprile 1887.
Eretta in parrocchia dallo stesso mons. Magnasco il 2 aprile 1890, la costruzione proseguì per molti anni ancora. Solo uno dei due campanili previsti dal progetto originario fu realizzato. La grande cupola, alta 53 metri, venne inaugurata dal cardinale Minoretti il 24 novembre 1929 e solo nel 1936 fu collocato l'altare maggiore in marmo policromo. Nel pieno della seconda guerra mondiale (1944-1945) il pittore Raffaele Albertella realizzò il grande affresco dell'abside. Nella cappella feriale sono conservate alcune tele seicentesche.
Nel dopoguerra vennero eseguite numerose migliorie e lavori di restauro, tra cui il rifacimento in marmo dell'altare dedicato a santa Rosalia. Tra il 1954 e il 1958 fu sistemato il piazzale antistante la chiesa, al centro del quale al termine dei lavori è stata collocata una statua della Madonna di Lourdes. Il 14 maggio 1966 la chiesa fu consacrata dal cardinale Siri. Restauri sono stati eseguiti tra il 1985 e il 1995; la facciata, originariamente in pietra a vista, è stata completata solo nel 2006.
Alla dedica all'Immacolata Concezione è aggiunta quella a San Marziano, ripresa dall'antica chiesa dedicata a questo santo, che sorgeva nei pressi dell'attuale via Laviosa. Documentata dal 1213, la chiesa di San Marziano fu sconsacrata nel 1463 e trasformata in abitazione; parte dei muri perimetrali sono inglobati in un casolare rustico ancora esistente nella parte alta di via Laviosa

##### Chiesa di S. Maria di Monte Oliveto

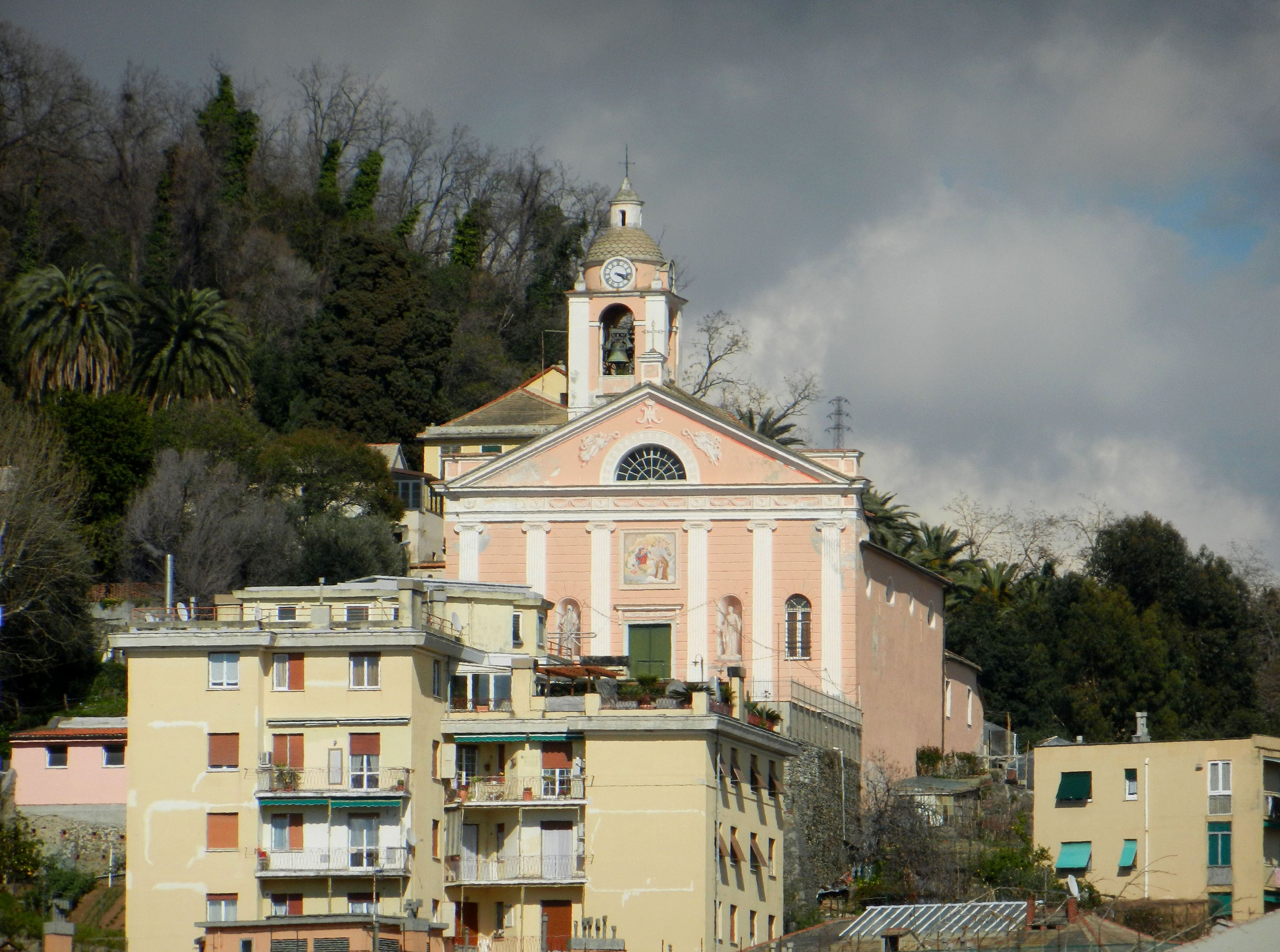
La chiesa di Monte Oliveto

La chiesa di Santa Maria e dei Santi Nazario e Celso in Multedo, più conosciuta semplicemente come chiesa di Monte Oliveto, fu fondata dai carmelitani nel XVI secolo.
Una prima chiesa parrocchiale dedicata ai Santi Nazario e Celso, di cui si hanno notizie dal 1210, fu distrutta nel 1432 dalle truppe di Filippo Maria Visconti, duca di Milano, in guerra con la Repubblica di Genova. Nel 1516 i carmelitani si insediarono nella parrocchia grazie all'appoggio dei Lomellini ed ottennero da papa Leone X l'autorizzazione a costruire una nuova chiesa con annesso convento. Il nuovo edificio, intitolato alla Natività di Maria, fu costruito in posizione preminente sul colle sovrastante la vecchia chiesa; al titolo della nuova parrocchia fu aggiunto anche quello dei Santi Nazario e Celso della vecchia chiesa, che divenne sede della confraternita. I lavori di costruzione si protrassero a lungo (nel 1582 una nota del visitatore apostolico Francesco Bossi sollecitava il termine dei lavori) e vennero completati nel 1586 con il contributo decisivo dei Lomellini.
A cavallo tra il XVI e il XVII secolo il convento di Monte Oliveto visse il suo periodo di maggior splendore: la presenza di figure di spicco dell'ordine carmelitano contribuì ad accreditare il complesso come centro culturale e di potere.
La chiesa, consacrata il 6 luglio 1637 dal vescovo di Noli Angelo Mascardi, subì danni e saccheggi nelle guerre del 1746-1747 e del 1800. Nel 1812 i Carmelitani, ridotti di numero, abbandonarono la parrocchia e la chiesa fu affidata al clero secolare; subì vari restauri nell'Ottocento, quando fu rifatta la facciata (1840) in stile neoclassico, e all'inizio del Novecento.
La chiesa ha tre navate divise da pilastri quadrangolari e nove altari; priva di transetto, ha un ampio coro e conserva numerose opere d'arte, tra queste una tavola di Pier Francesco Sacchi raffigurante la Deposizione dalla Croce (1527), alcuni dipinti attribuiti a Bernardo Castello (Tutti i Santi, Madonna col Bambino e Santi Nazario e Celso) e due tele di Antonio Semino (Assunzione e Crocifisso e Santi, entrambe datate 1585). Sull'altare maggiore statua barocca in marmo della Madonna col Bambino. Notevole il pavimento in marmo, rifatto nel 1907. Il sagrato offre tuttora un ampio panorama sul mare, mentre la vista su Pegli è oggi limitata da alcuni moderni caseggiati.

##### Chiesa di S. Carlo di Cese

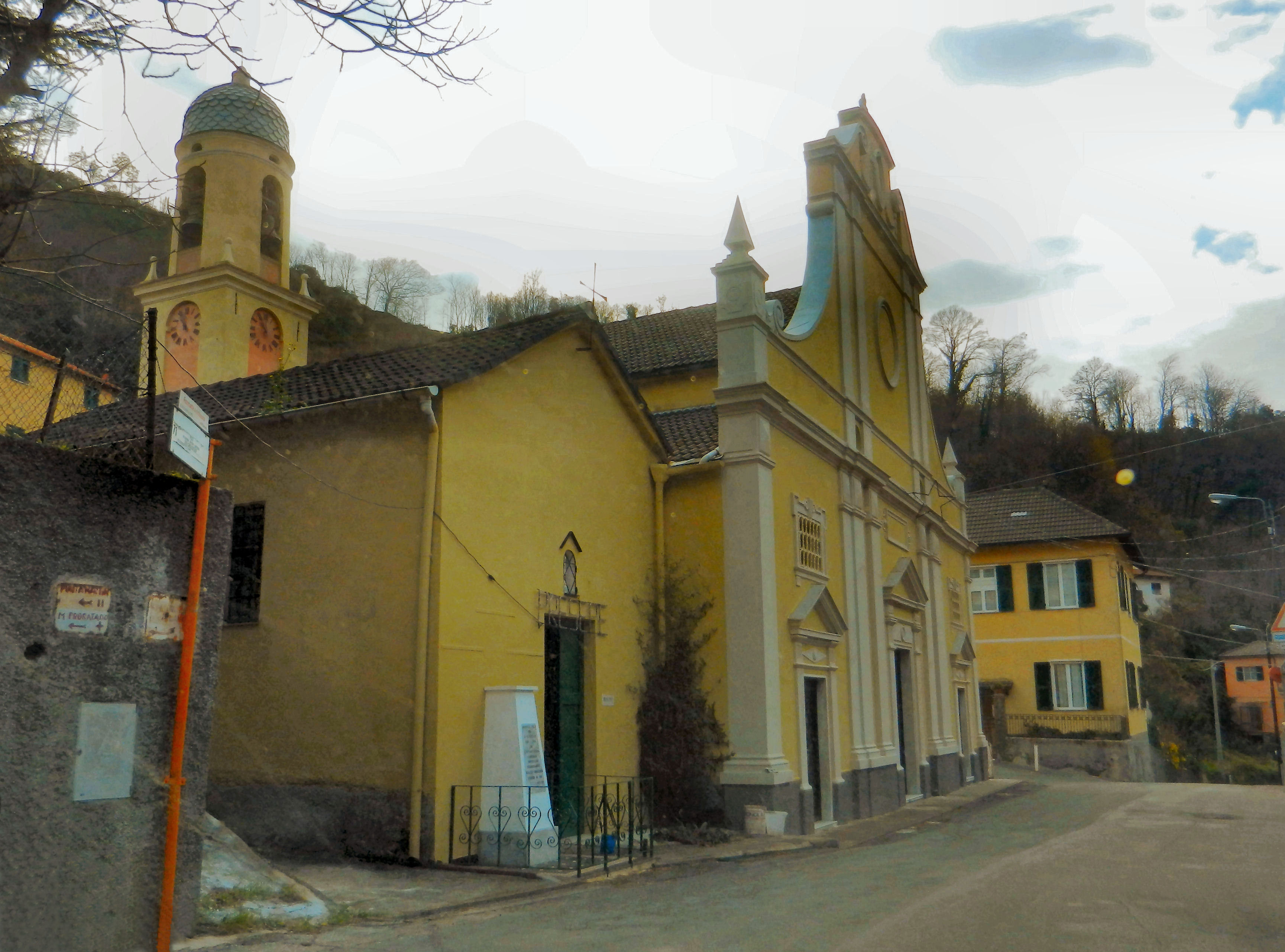
Chiesa di San Carlo Borromeo a S. Carlo di Cese

Costruita tra il 1615 e il 1618 con il contributo di Gio. Francesco Lomellini e la cooperazione di due possidenti locali, prima chiesa in Liguria dedicata all'arcivescovo milanese, canonizzato pochi anni prima, sorge in val Varenna, nella frazione San Carlo di Cese. Fu ingrandita intorno alla metà dell'Ottocento con l'aggiunta delle navate laterali. Nel 1886 la parete del coro fu affrescata dal pittore G.B. Ghigliotti. Nel 1928 fu realizzata la facciata, prima di allora del tutto priva di decori. All'interno sono conservate una pala raffigurante il Martirio di San Bartolomeo, attribuita a Gioacchino Assereto (1600-1649), una statua seicentesca della Madonna del Rosario ed un organo fabbricato nel 1889 dai fratelli Lingiardi di Pavia.

##### Chiesa di S. Antonio Abate
Poco a valle della scomparsa chiesa di San Marziano nel 1443 fu costruita una cappella, denominata "Romitorio di S. Antonio abate", nel luogo dove aveva vissuto nel XIV secolo il beato Martino Ansa, eremita i cui resti sono conservati nell'attuale chiesa. Il piccolo edificio religioso fu affidato ai minori francescani, che vi costruirono un convento, nel 1602, con il contributo del governo della repubblica di Genova fu costruito il campanile, con funzione anche di torre di avvistamento. Nel 1680 la cappella venne ampliata.

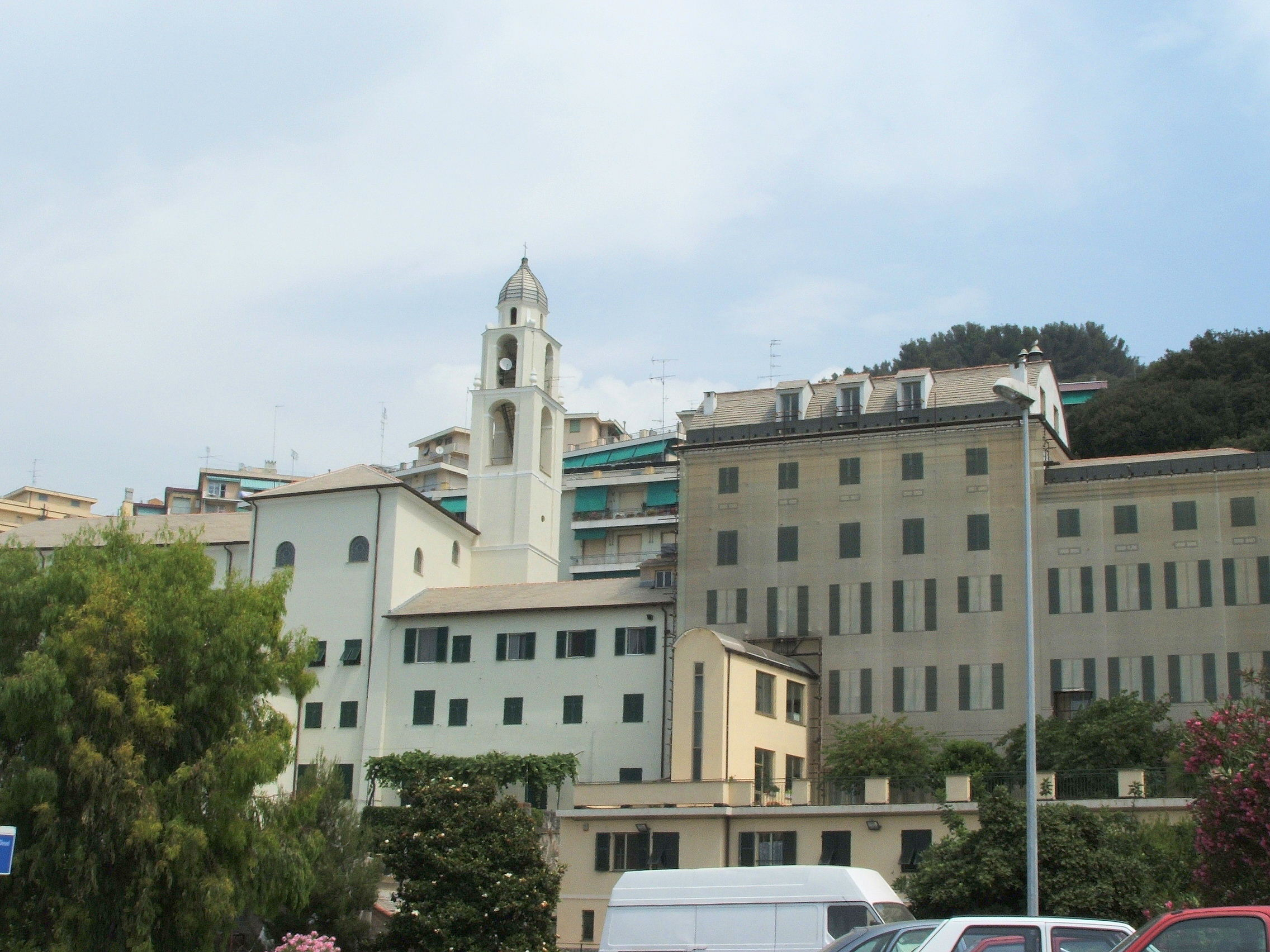
Chiesa di S. Antonio Abate ed ex ospedale Martinez

Eretta in parrocchia nel 1957 dal cardinale Siri, nel 1962 fu totalmente ricostruita su progetto degli architetti Puppo e Poloni e consacrata dallo stesso cardinale Siri il 16 giugno 1965. Dal 1998 la parrocchia è affidata al clero diocesano.
Dal 1973 la parrocchia, ospita il gruppo scout Genova 49 fondatore della prima colonia di castorismo in italia: la colonia winnipeg.

##### Chiesa di San Francesco d'Assisi
La chiesa di San Francesco d'Assisi, moderna costruzione al centro del "Quartiere Giardino", fu edificata nel 1962 ed eretta in parrocchia nello stesso anno.
La chiesa, costruita in seguito al forte incremento di popolazione nelle zone collinari dovuta allo sviluppo urbanistico del secondo dopoguerra, fu realizzata su progetto dell'architetto Giuseppe Fortunato e dell'ing. Orazio Bagnasco, con il contributo finanziario della società "Quartiere Giardino" e dell'imprenditore Francesco Filippo Moliè, figlio del fondatore della Elah, storica azienda pegliese. Completata nel 1965 venne consacrata dal cardinale Siri il 24 aprile di quello stesso anno.
La chiesa è costituita da una grande aula ellittica, simbolo della tenda di Dio posta in mezzo agli uomini. Al centro si trova l'altare maggiore in marmo bianco, sovrastato da un grande pannello composto da cento blocchi di cristallo di Murano, che riflettono la luce proveniente dal lucernario. Sull'altare è un crocifisso ligneo dello scultore Adolf Wallezza; le stazioni della Via Crucis, in marmo, sono opera di Stelvio Pestelli. L'esterno della chiesa e le pareti interne sono rivestiti in pietra rosa di Finale.

##### Chiesa di Nostra Signora Assunta e San Nicola da Tolentino in Tre Ponti
Fu eretta nel 1962 in località Tre Ponti, nella val Varenna, come succursale dell'antica chiesetta con lo stesso titolo (detta "il chiesino"), divenendo prima di fatto poi ufficialmente la sede parrocchiale. Questa nuova chiesa, architettonicamente modesta, non è mai stata del tutto completata e trova tuttora spazio nei locali in origine destinati a uffici parrocchiali, arricchiti solo da un portico e da una statua della Madonna Assunta, copia di un originale dello scultore toscano Franco Miozzo; conserva una statua lignea di San Nicola da Tolentino, attribuita alla scuola del Maragliano.

#### Altri luoghi di culto cattolici

##### Il "Chiesino"

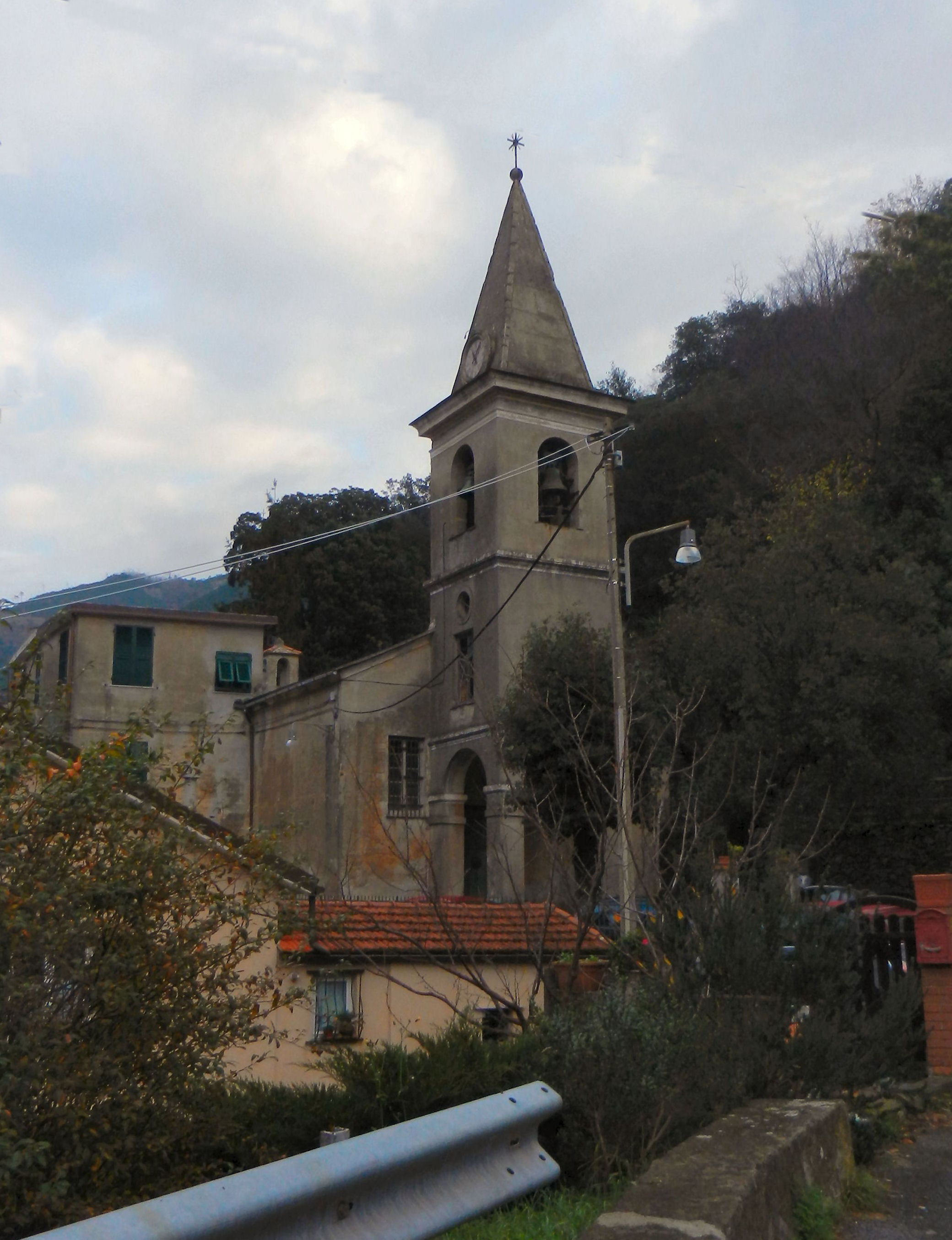
Il "Chiesino"

La Chiesa di N.S. Assunta e San Nicola da Tolentino, detta "il Chiesino", dà il nome all'omonima frazione della val Varenna, un tempo chiamata "Edifizi Vecchi". Una prima cappella, intitolata a San Bernardo, fu costruita in questo luogo dalla famiglia Grimaldi nel 1726, al posto di un'altra posta più in basso e distrutta da una piena del torrente. Anche la nuova cappella, solo vent'anni dopo, venne distrutta dai soldati austriaci durante gli avvenimenti del 1747 e immediatamente ricostruita. Nel 1839 venne dedicata a San Nicola da Tolentino e nel 1878 rifatta nelle forme attuali dai marchesi Cattaneo Della Volta, succeduti ai Grimaldi nel 1876.
Già succursale di S. Maria di Monte Oliveto di Multedo, nel 1946 divenne parrocchia autonoma; architettonicamente assai modesta, ha un'unica navata con due piccoli altari laterali. L'altare maggiore, in gesso, era sormontato da un quadro di N.S. Assunta, ora nella chiesa di Tre Ponti.
Le decorazioni interne, opera dei pittori pegliesi Paggio e Biscardi risalgono al 1946. Il campanile, costruito nel 1919, basato sul piccolo portico esterno alla chiesa, ha base quadrata con una cuspide piramidale.
Dopo la costruzione della nuova chiesa di Tre Ponti (1962) divenne dapprima succursale di quest'ultima ed in seguito non fu più officiata. Benché non ufficialmente sconsacrata, è stata messa a disposizione del Comitato della Val Varenna per iniziative culturali (mostre e convegni).

##### Chiesa di N.S. delle Grazie
La chiesa di N.S. delle Grazie è situata in via Beato Martino, a poca distanza dalla stazione ferroviaria. Sorta per volontà di Giovanni Andrea Doria come cappella gentilizia della famiglia, fu eretta nel 1592 su progetto del Vannone.
La chiesa fu inizialmente affidata ai trinitari per la redenzione degli schiavi, destinati dai Doria ad occupare il monastero di San Benedetto di Fassolo, allora in costruzione. Nel 1596 ai trinitari subentrarono gli agostiniani. Dal 1939 è assegnata al clero diocesano ed è oggi succursale della parrocchia dei santi Martino e Benedetto.
La modesta facciata è priva di decori; un'epigrafe sopra il portale d'ingresso ricorda il forte legame che univa Giovanni Andrea Doria e la moglie Zanobia del Carretto, nonostante il loro matrimonio, come d'uso fra le famiglie patrizie, fosse stato combinato per motivi politici.
L'interno ha impianto a croce greca, con la cupola appoggiata sul tiburio ottagonale che si eleva all'incrocio dei bracci.. Nella chiesa sono presenti diverse opere d'arte: tra i dipinti una Crocifissione, di Andrea Semino e La Vergine invocata dai Doria, di G.B. Paggi, posta sull'altare maggiore; otto statue raffigurano i Dottori della Chiesa d'Occidente (Sant'Ambrogio, San Girolamo, Sant'Agostino e San Gregorio Magno) e d'Oriente (San Basilio, San Giovanni Crisostomo, Sant'Atanasio e San Gregorio Nazianzeno).

##### Oratorio dei santi Nazario e Celso
L'oratorio dei santi Nazario e Celso sorge sul sito della vecchia chiesa di Multedo, all'inizio di salita Monte Oliveto, all'incrocio di questa con la via Antica Romana di Pegli. Con il trasferimento della parrocchialità alla nuova chiesa, nel 1584, la vecchia chiesa fu ceduta al patrizio genovese Bartolomeo Lomellini, principale finanziatore della nuova costruzione, con il vincolo che l'edificio fosse comunque utilizzato come luogo di culto. I Lomellini lo affidarono quindi alla Compagnia dei Disciplinanti, nome con il quale era allora chiamata la locale confraternita, fondata intorno al 1560 da due padri carmelitani.
Ricostruito nel 1613, l'oratorio subì danni e spoliazioni da parte delle truppe austro-piemontesi durante l'assedio di Genova del 1746-1747 e venne chiuso dalle autorità francesi nel 1811 ma riaperto già nel 1814 dopo la sconfitta di Napoleone.
Nell'oratorio sono svolte attualmente la maggior parte delle attività parrocchiali.
L'oratorio è una modesta costruzione ad una sola navata con il tetto a capanna. Vi si accede tramite una porta laterale, sormontata da un bassorilievo in ardesia datato al 1690, che raffigura la "Madonna del Carmine e i santi Nazario e Celso", mentre nella facciata principale, affacciata su uno slargo della salita, con una piccola porta, in tempi recenti sono state chiuse tutte le finestre. All'edificio sono addossate, lungo la salita, alcune costruzioni realizzate in tempi diversi.
All'interno si trova un ciclo di affreschi di Lazzaro Tavarone con "Storie di Cristo e dei santi Nazario e Celso" (1634); vi sono conservate anche due tele di Giovanni Agostino Ratti ("Immacolata Concezione con i santi Sebastiano, Rocco e Lucia" e "Martirio dei Santi Nazario e Celso"). Nella sagrestia è conservata la settecentesca "cassa" processionale lignea dei Santi Nazario e Celso.

##### Oratorio di San Martino
Lungo la via Beato Martino, a mezza via tra la chiesa delle Grazie e la parrocchiale di San Martino, sorge il settecentesco oratorio di San Martino, decorato nel 1750 da Giovanni Agostino Ratti (autore anche di due tele, con storie del santo, conservate nel presbiterio).
L'edificio deriva dall'unione di due distinti corpi di fabbrica risalenti al XV secolo, ed è sede dell'arciconfraternita di San Martino, una delle tante compagnie dei disciplinanti sorte a partire dal XIII secolo per fornire assistenza materiale e spirituale alla comunità. Esternamente privo di rilevanza architettonica, è riccamente decorato all'interno: oltre ai già citati dipinti ed affreschi del Ratti sono presenti anche opere di Giovanni Battista Chiappe (Cristo agonizzante nell'orto), Giuseppe Galeotti ed Antonio Maria Pittaluga. Notevoli un crocifisso ligneo e la statua dell'Immacolata, entrambi della scuola del Maragliano, il coro ligneo finemente intarsiato, le "casse" di San Martino e di Santa Rosalia ed alcuni crocifissi processionali.

### Architetture civili

#### Palazzi e ville
All'inizio del XVI secolo, con il consolidarsi della ricchezza in città, i ricchi genovesi, appartenenti alle famiglie dell'oligarchia che governava la repubblica, iniziarono a far costruire grandi palazzi di villeggiatura nei dintorni della città. Anche Pegli divenne uno dei siti di villeggiatura preferiti dai genovesi più abbienti, con numerose ville costruite tra il XVI e il XIX secolo: tra queste le già citate ville Doria Centurione e Durazzo-Pallavicini. Diverse anche quelle appartenute alla famiglia Lomellini, che ebbe con Pegli un legame particolare, tra queste la villa Lomellini Rostan di Multedo, dal 2005 sede sociale del Genoa, Villa Rosa appartenuta all'Industriale dell'autotrasporto Francesco Berta e villa Banfi.

##### Villa Durazzo-Pallavicini

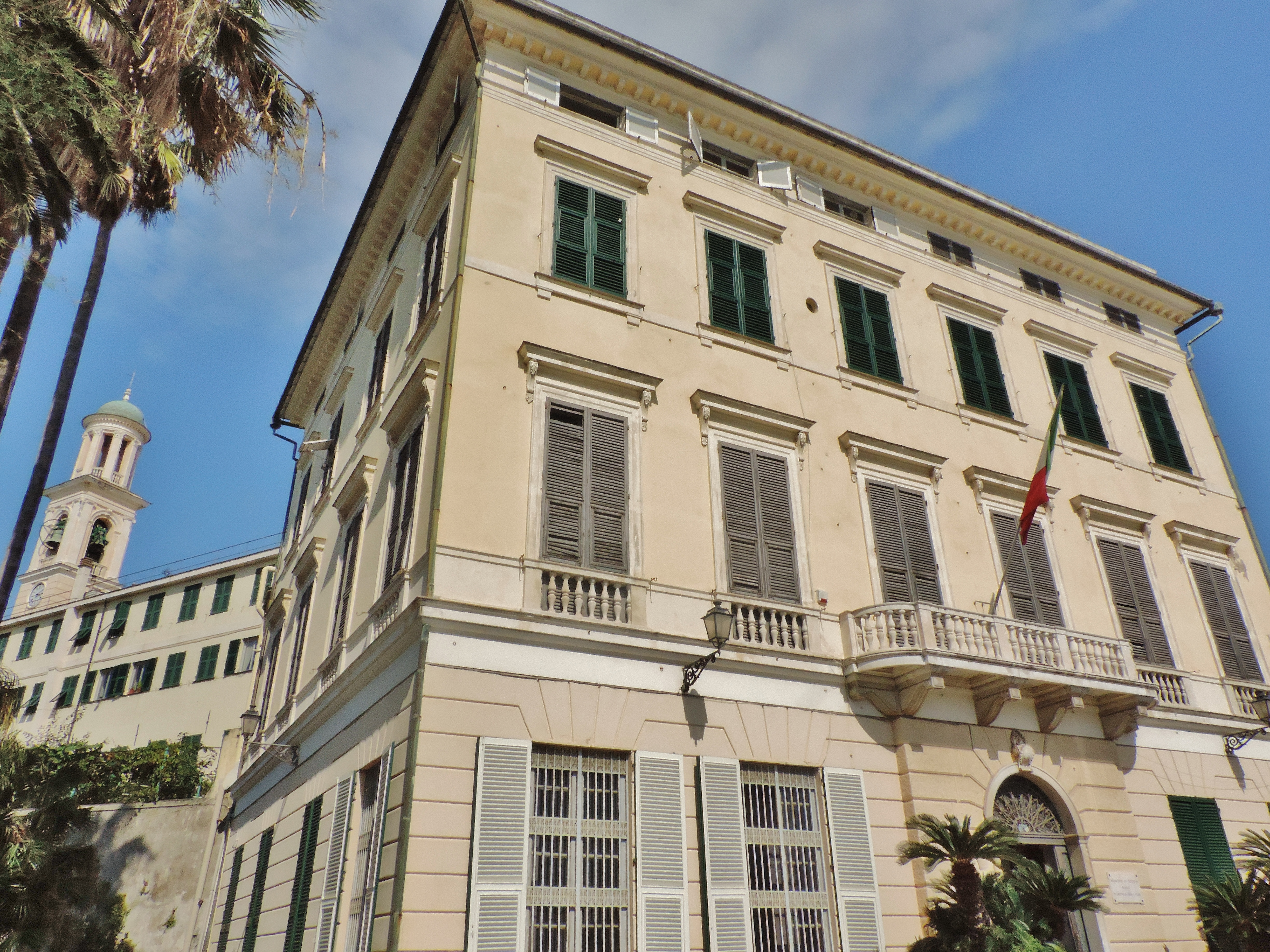
Villa Durazzo-Pallavicini

La villa Durazzo Pallavicini, con il suo parco romantico, è uno dei monumenti più significativi di Pegli. Oggi di proprietà del comune di Genova, è sede del museo di archeologia ligure. È corredata da un grande parco, tra i maggiori giardini storici a livello europeo. La villa sorge in posizione dominante sulla collina di San Martino, ma l'ingresso al complesso si trova accanto alla stazione ferroviaria.
Villa e parco nelle forme attuali risalgono alla metà dell'Ottocento, ma il complesso ha le sue origini da un palazzo di villa settecentesco della famiglia Grimaldi, completamente ristrutturato da Michele Canzio tra il 1840 e il 1846 per Ignazio Alessandro Pallavicini, lontano nipote di Clelia Durazzo.
Il rifacimento in forme neoclassiche e rielaborato nell'ottica del romanticismo si inquadrava nel contesto del rinnovamento urbanistico di Pegli, che di lì a poco si sarebbe affermata come centro turistico di rinomanza europea. Il suo parco romantico, aperto al pubblico, divenne da subito motivo di grande richiamo vantando annualmente migliaia di visitatori.
L'ultima erede dei Pallavicini la donò nel 1928 al comune di Genova, con il vincolo di destinare l'edificio ad uso culturale e mantenere il parco aperto al pubblico. Dal 1936 il palazzo ospita il museo di archeologia ligure. Tra il 1960 e il 1992 il parco rimase tuttavia chiuso per i gravi danni causati dalla costruzione della sottostante galleria autostradale.

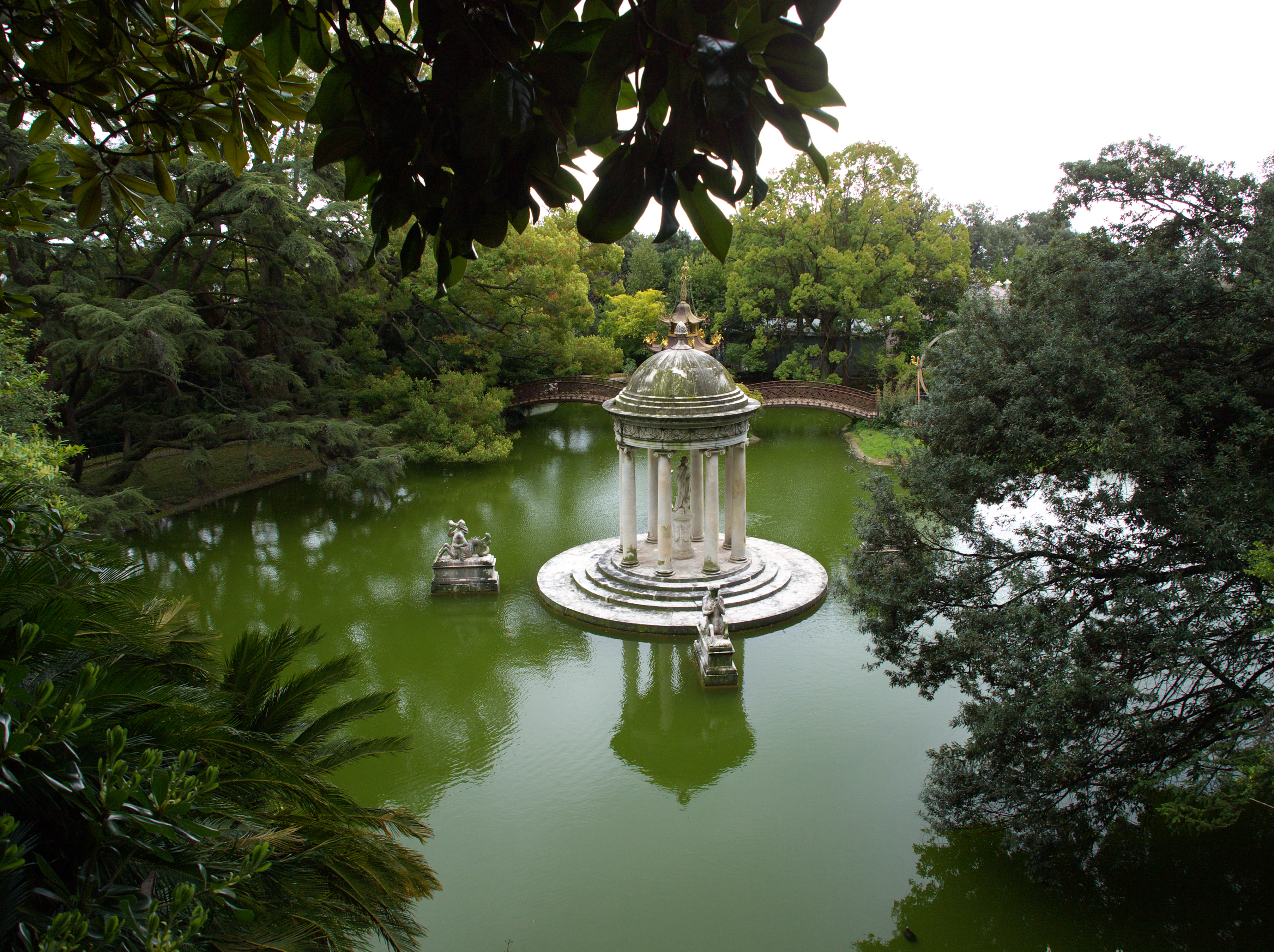
Il neoclassico tempio di Diana, al centro del Lago grande

Il parco, concepito come una rappresentazione teatrale, attraverso una serie di scenografie disegna un percorso narrativo in tre atti, ricco di significati simbolici e allegorici, che si snoda lungo sentieri contornati da architetture neoclassiche, neogotiche, rustiche ed esotiche, statue, laghetti, grotte, giochi d'acqua, piante esotiche e mediterranee, portando il visitatore a vivere emozioni diverse e contrastanti.
Il percorso ideato dal Canzio si presta anche ad un'interpretazione in chiave massonico-esoterica, ispirata dalle idee massoniche del marchese Pallavicini, sebbene mai apertamente dichiarate.

Il parco include al suo interno il giardino botanico intitolato a Clelia Durazzo, che ospita collezioni di piante esotiche ed autoctone disposte secondo un itinerario didattico, di grande interesse sia per gli studiosi che per i semplici visitatori. Il giardino si estende su 4500 m² e vi sono esposte circa 1 500 specie vegetali. Voluto nel 1794 da Clelia Durazzo, botanica di fama internazionale, dal 1928, quando l'intero complesso passò al comune di Genova, fu utilizzato come vivaio e riqualificato solo a partire dagli anni ottanta, quando le collezioni vennero notevolmente accresciute. Nel 1992 fu aperto a visite a carattere didattico e divulgativo, riorganizzandolo completamente in tale prospettiva.

###### Museo di archeologia ligure

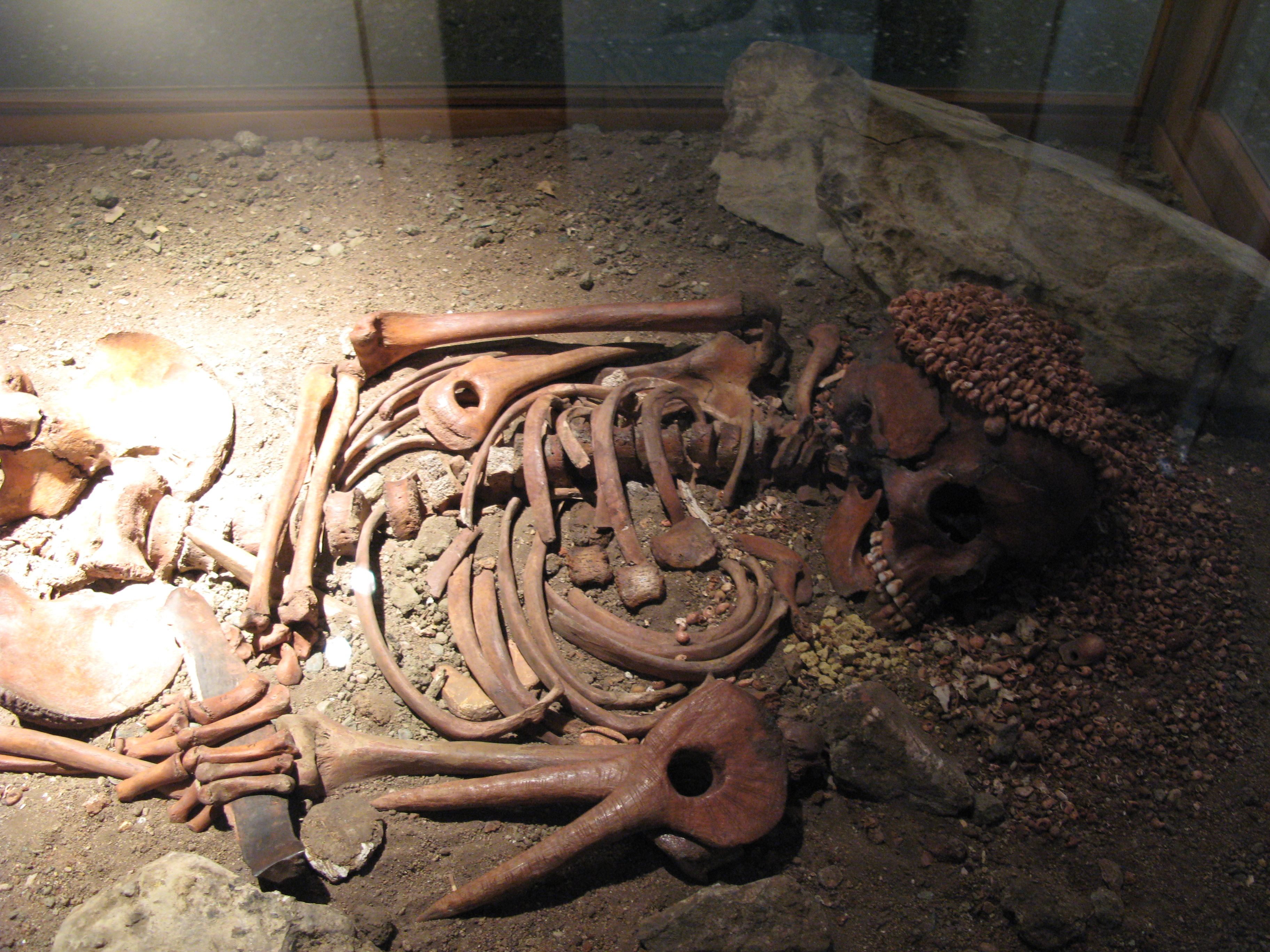
Tomba del "Principe".

Il museo di archeologia ligure, allestito all'interno della villa Durazzo-Pallavicini, fu inaugurato nel 1936. I reperti sono disposti lungo un percorso che si sviluppa attraverso 13 sale documentando la vita dei popoli liguri dalla preistoria alla fine dell'impero romano. Vi sono esposti oggetti provenienti dalle grotte della riviera di Ponente, sepolture paleolitiche, neolitiche e dell'età del ferro ed i corredi funebri della necropoli preromana di Genova, oltre ad antichità egizie ed una raccolta di vasi antichi donata alla città dal principe Oddone di Savoia.
Tra i reperti più importanti la cosiddetta tomba del Principe, con i resti di un giovane di circa 15 anni di età, morto per un trauma violento, risalente a circa 24 000 anni fa, con un corredo funerario di eccezionale ricchezza, proveniente dalla grotta delle Arene Candide. Nel museo sono conservate anche la Tavola bronzea di Polcevera, testimonianza della vita delle popolazioni dell'entroterra genovese nel II secolo a.C. e la statua-stele di Zignago, la prima delle numerose ritrovate in Lunigiana, enigmatiche raffigurazioni di eroi-guerrieri dell'età del rame.

##### Villa Doria Centurione

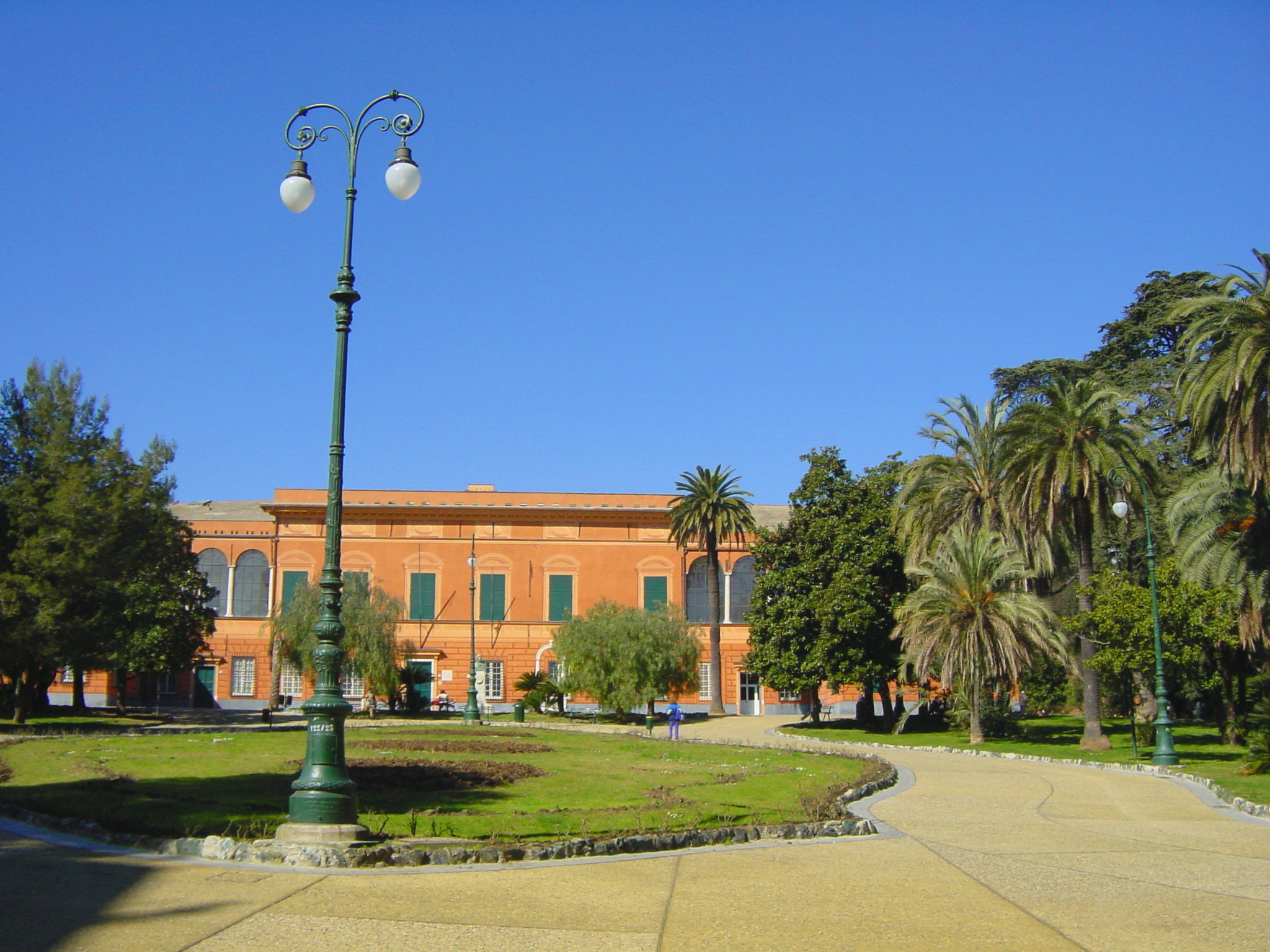
Villa Doria Centurione, il prospetto principale visto da piazza Bonavino

La villa Doria Centurione, tipico esempio di architettura manierista pre-alessiana, fu costruita nel 1540 per il banchiere Adamo Centurione. Intorno al 1580 divenne proprietà del nipote Giovanni Andrea Doria che tra il 1590 e il 1592 la fece ristrutturare ed ampliare da Andrea Ceresola, detto "il Vannone".
Rimasta di proprietà della famiglia Doria (ramo Doria Pamphilj) fino al 1908, dopo alcuni passaggi di proprietà nel 1926 passò al comune Genova. Nel 1930 divenne sede del Civico Museo Navale e succursale del liceo classico "Giuseppe Mazzini". Nei primi anni duemila prima la villa e poi il parco sono stati interessati da lavori di recupero terminati nel 2015.
All'interno sono conservati notevoli affreschi cinquecenteschi di Nicolosio Granello e Ottavio Semino e quelli di Lazzaro Tavarone, realizzati nell'ultimo decennio dello stesso secolo durante i lavori di ampliamento della villa.
Nel vasto parco, oggi pubblico, si trova un laghetto artificiale con al centro un isolotto, un'"isola fatata" da raggiungere in barca, realizzata da Galeazzo Alessi per il Centurione.

###### Museo navale
Nella villa ha sede il museo navale, inaugurato nel 1930, in cui sono esposte collezioni di dipinti a carattere marinaro, modelli di navi, carte nautiche ed oggetti in uso in ambito marittimo e portuale, che illustrano la storia della marineria ligure dal Medioevo ai nostri giorni. Gli oggetti esposti provengono dalla collezione del comune di Genova e da raccolte private, in particolare quella donata al comune dall'ing. Fabio Garelli che costituì il primo nucleo del museo. Chiuso per alcuni anni alla fine del XX secolo, è stato riaperto con un nuovo allestimento il 3 dicembre 2004. Dal 2005 fa parte insieme a Galata − Museo del mare e Museoteatro della Commenda del circuito museale del Mu.MA.

#### Villa Rosa

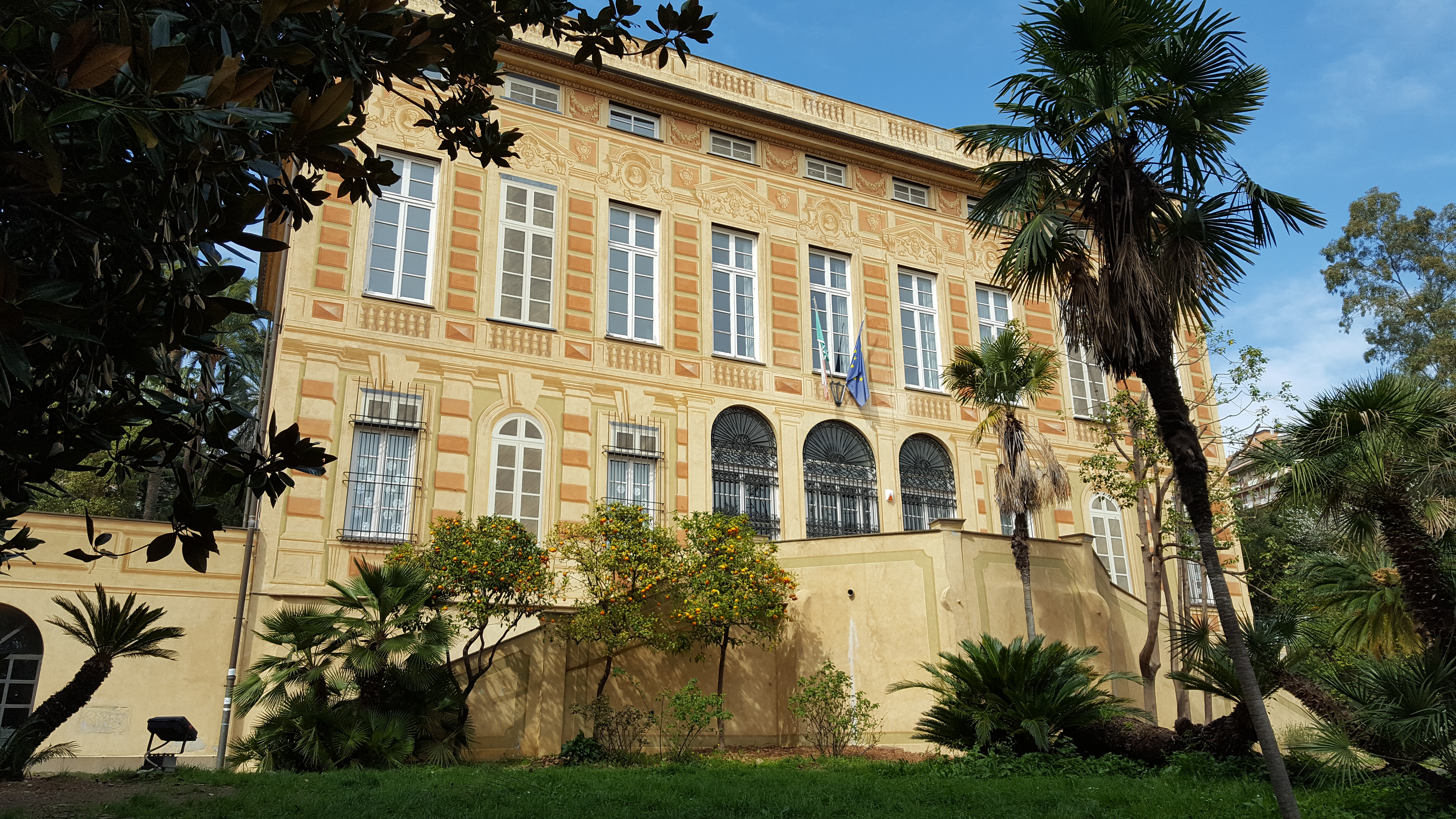
Il prospetto principale di Villa Rosa. Venne acquistata nel 1940 circa dall'industriale Francesco Berta

Villa Rosa, già Villa Lomellini nel Fossato, viale Modugno, 18. L'edificio, situato nel centro di Pegli, è una villa del XVII secolo circondata da un parco secolare di 15000 m², appartenuta originariamente alla famiglia Lomellini, dall'inizio del Novecento ospita una scuola primaria. Ceduta al Comune nel 1975 dall'industriale Francesco Berta, nei primi anni novanta è stata oggetto di un lungo restauro. Con ogni probabilità l'attuale parco, dalla data di costruzione della villa fino al 1888, si estendeva fino a ricomprendere la quasi totalità della collina su cui tutt'oggi insiste l'attuale Viale Modugno, data in cui venne costituita la Società dei Villini che si occupò di costruire le magnifiche ville che costituiscono l'attuale conformazione paesaggistica del comprensorio del viale citato, andando ad occupare il parco originario di Villa Rosa e riducendolo all'attuale. In questa realizzazione si rispecchia pienamente il gusto liberty della borghesia genovese e dei turisti che sceglievano Pegli come propria residenza marina.

##### Villa Lomellini Rostan

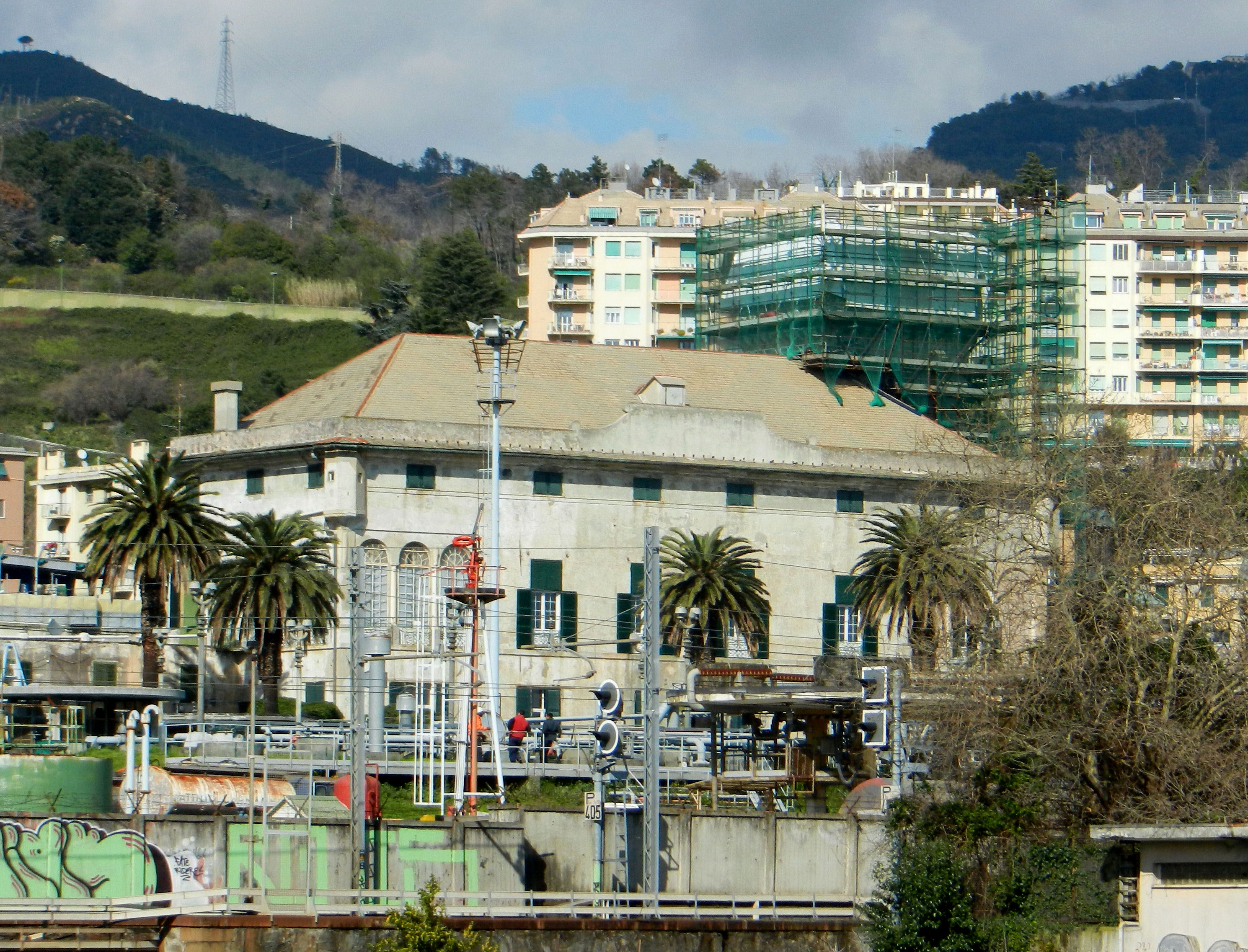
La villa Lomellini Rostan

La villa Lomellini Rostan insieme con la chiesa di Monte Oliveto connota con la sua presenza il nucleo abitato di Multedo. Situata a poca distanza dal torrente Varenna, fu costruita nel XVI secolo dalla famiglia Lomellini e restaurata nel Settecento da Agostino Lomellini, politico e letterato, doge dal 1760 al 1762; dopo il suo ritiro dalla vita politica, nel 1784, Agostino Lomellini incaricò Emanuele Andrea Tagliafichi della progettazione del giardino all'inglese, che divenne uno dei più belli e ammirati d'Europa
Passata per via ereditaria alla famiglia Rostan, nel corso dell'Ottocento la villa divenne un importante punto di riferimento culturale, ospitando illustri personalità di tutta l'Europa, come ricordato da una targa all'ingresso. Sempre per via ereditaria, passò alla famiglia Reggio. Conserva al suo interno un ciclo di affreschi di Bernardo Castello. Il giardino disegnato dal Tagliafichi è invece scomparso nella seconda metà del Novecento, quando parte di esso fu trasformato in un campo da calcio e il resto sacrificato per la realizzazione di depositi petroliferi e dello svincolo di Pegli dell'autostrada A10. Tuttora di proprietà dei marchesi Reggio, dal 2005 ospita la sede sociale del Genoa CFC che già da molti anni utilizzava il campo sportivo, intitolato al papa Pio XII, come sede di allenamento. Dallo stesso anno il complesso sportivo è intitolato a Gianluca Signorini, storico capitano della società, prematuramente scomparso nel 2002 a soli 42 anni.

##### Altre ville storiche
- Palazzo Doria alla Marina, Lungomare di Pegli 47. Nel 1585, l'anno seguente l'acquisto della villa Doria Centurione, il Doria decise la costruzione di un palazzo nella zona "alla Marina", cioè davanti alla spiaggia, da collegare alla villa Doria Centurione soprastante tramite un viale munito di pergola. Nel 1860 il palazzo divenne la sede dell'Hotel Gargini. Nel 1908 l'edificio venne restaurato e ampliato con la sopraelevazione di due piani e la modifica di parte della facciata, per essere poi suddiviso in diversi appartamenti con destinazione d'uso residenziale che mantiene tuttora[56][57][58].
- Villa Banfi, già Lomellini, via Pegli 39. Costruita nel XVIII secolo e restaurata alla fine dell'Ottocento. Aveva in origine i prospetti dipinti con motivi floreali, scomparsi nel restauro. La villa ha un piccolo parco, oggi pubblico, con piante esotiche ed altre tipiche dell'ambiente mediterraneo. Anch'essa è dal 1964 sede scolastica.[53][59]
- Palazzo Lomellini del Porticciuolo, Lungomare di Pegli 69. Costruito nel XVI secolo, nell'Ottocento, quando Pegli divenne un centro turistico di fama internazionale, fu trasformato nell'Hotel Mediterranée.[29]Castello di viale Modugno Villa "Molié"

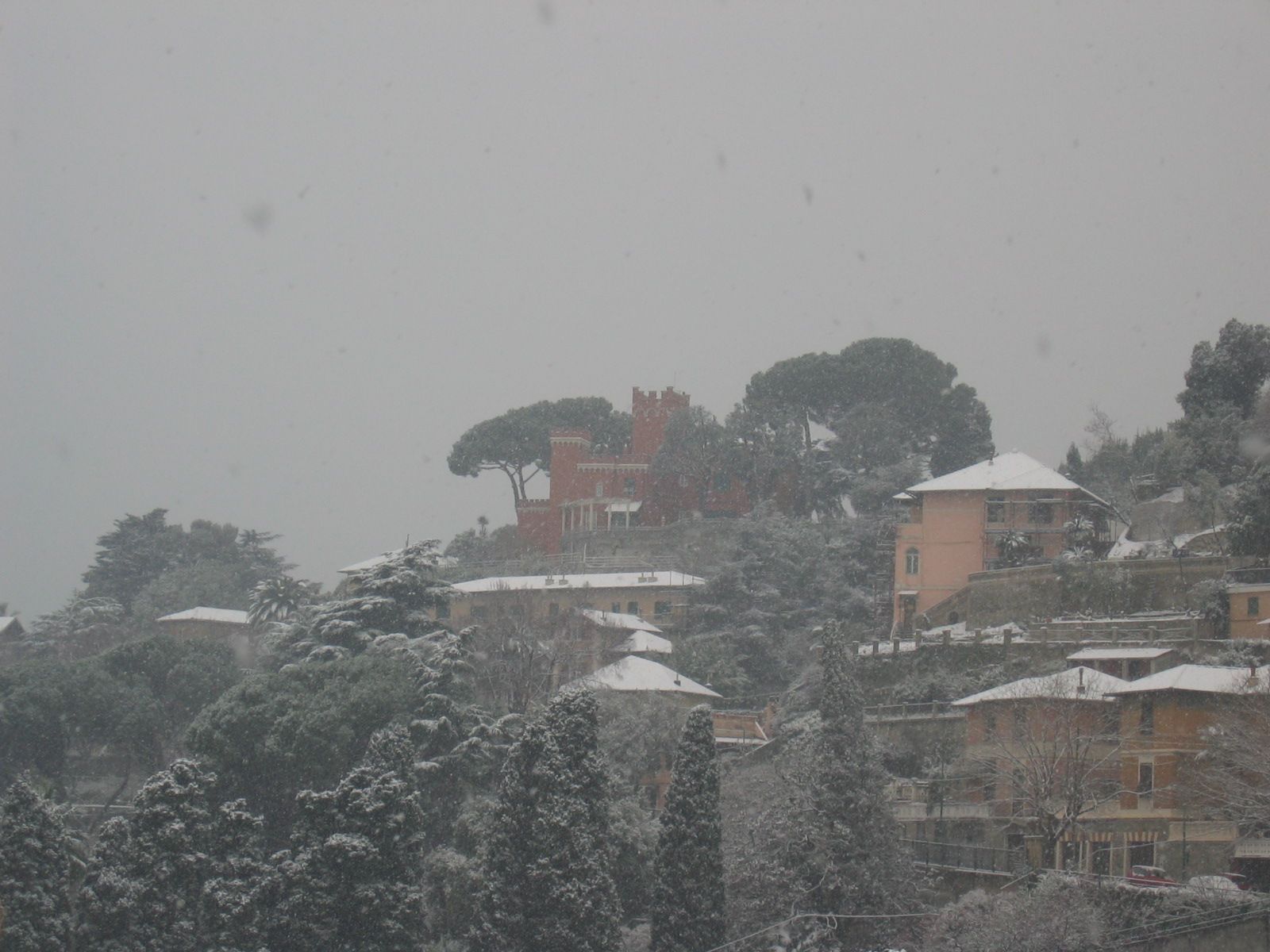
Castello di viale Modugno

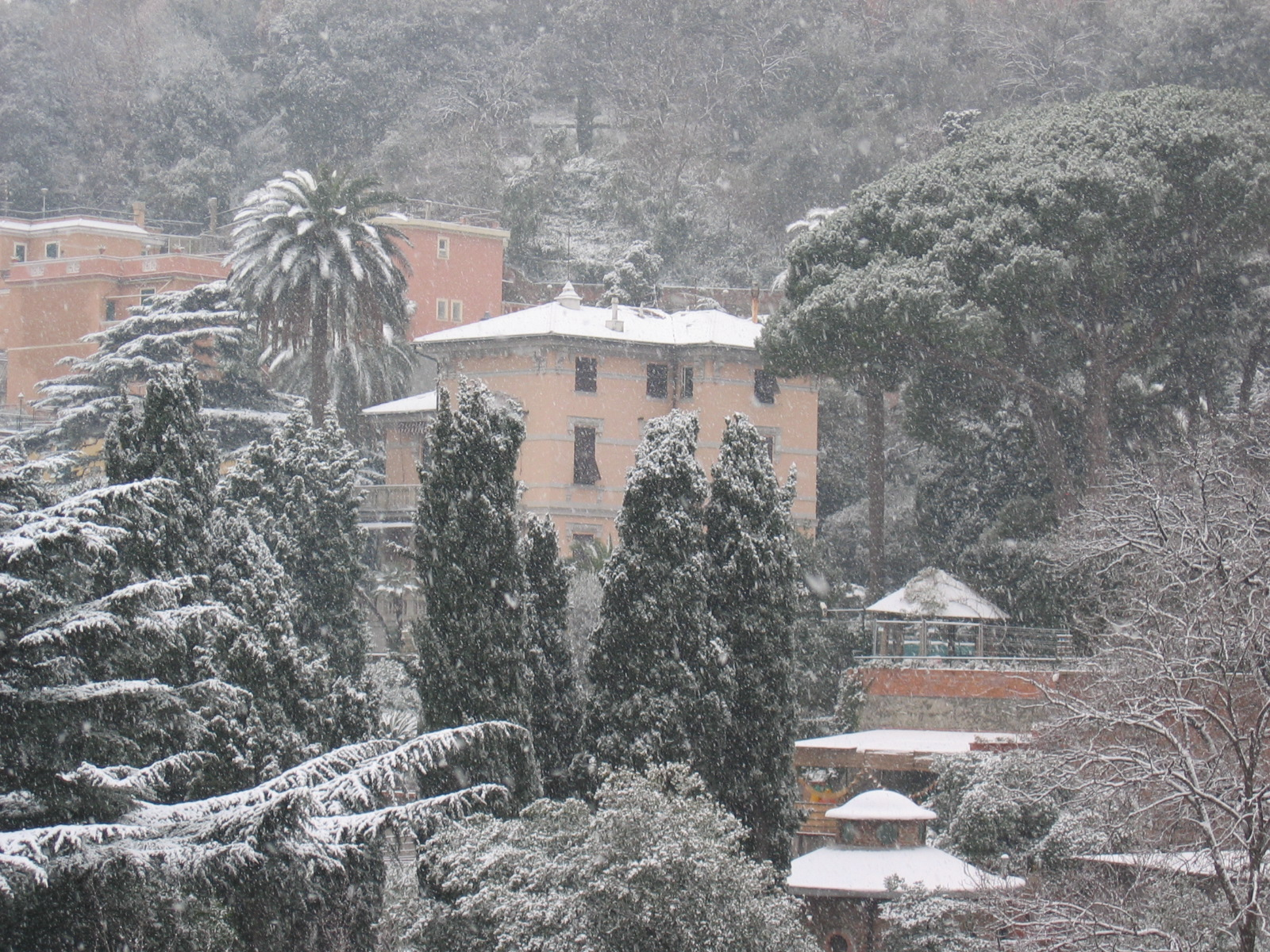
Villa "Molié"

- Castello di Viale Modugno, viale Modugno 63. Sorge in posizione panoramica, poco al di sotto di quella che anticamente era una postazione di osservazione militare, la Vetta di Pegli. È stato, fra gli altri, la residenza della famiglia Bagnasco, costruttori, tramite la società Redilco, del Quartiere Giardino, di Pegli 2 e di buona parte della Costa Smeralda insieme a Karim Aga Khan IV. E' Monumento Nazionale.
- Villa "Molié", in Via Fulcone da Castello, si trova all'incirca a metà altezza di Viale Modugno. È stata la residenza della famiglia proprietaria dell'industria dolciaria "Elah", fondata da Francesco Moliè e di altre famiglie di industriali.

- Palazzo Della Chiesa (popolarmente detto "Palazzo del Papa"), via Pegli: palazzo di villeggiatura del XVII secolo affacciato sul lungomare, di proprietà della famiglia dei marchesi Della Chiesa, di cui fece parte Giacomo della Chiesa, il futuro papa Benedetto XV.Lato Sud di Villa Perla

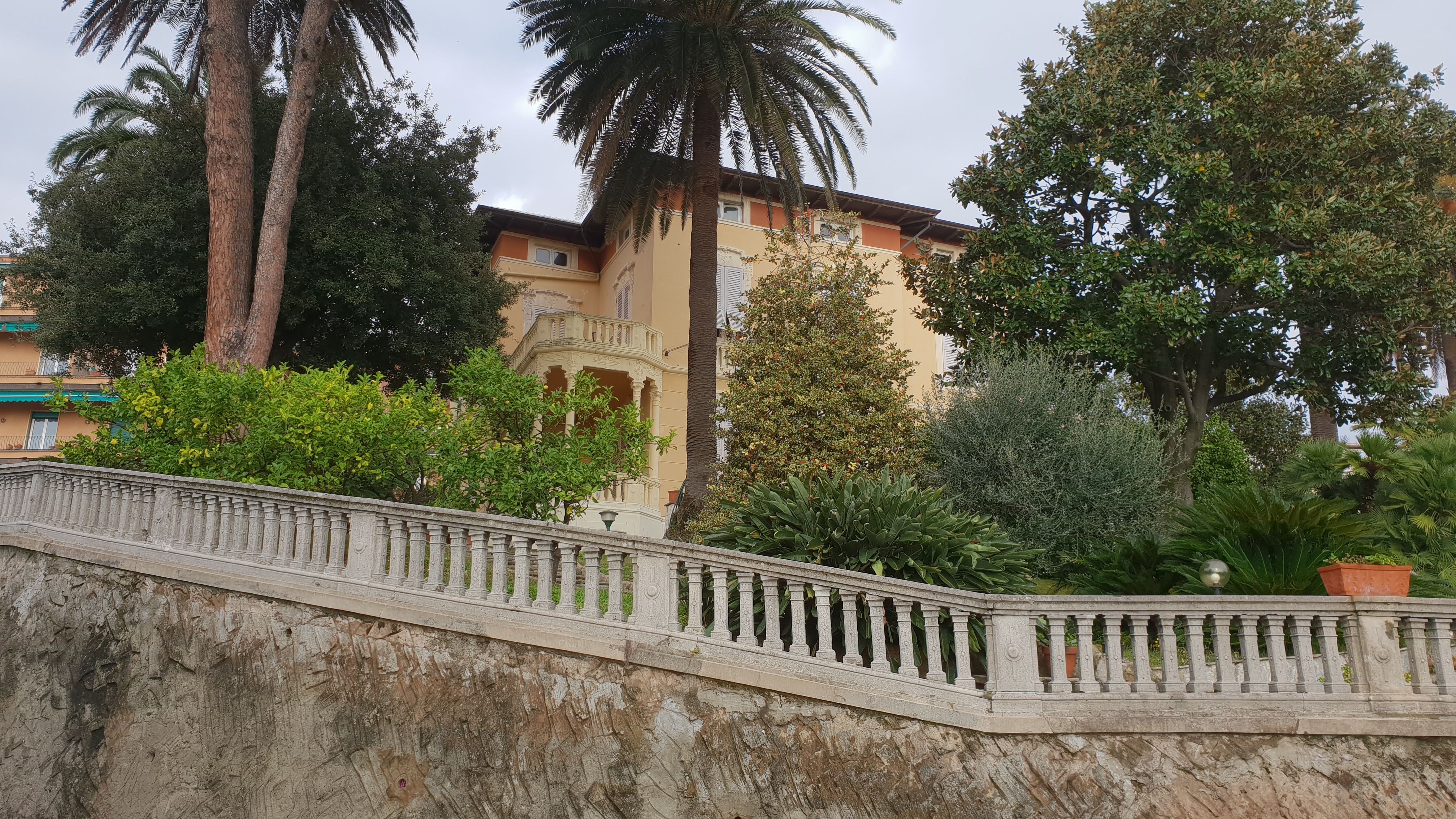
Lato Sud di Villa Perla

- Villa Perla, Via A. Vespucci 21, Dimora ottocentesca circondata da un parco con piante rare ed essenze pregiate, originariamente di circa 5000 m². Venne acquistata nel 1975 dalla famiglia Berta, che la sottopose a una lunga e laboriosa ristrutturazione per trasformarla in un'abitazione più consona alle esigenze di un'unica famiglia. Fino ai primi anni novanta la proprietà comprendeva l'intero parco e un secondo edificio nella zona sottostante, destinato ad alloggio per servitù-guardianato. La villa è tuttora proprietà della famiglia Berta.
- Villa Granara, nella località Tre Ponti, è una tipica residenza di villa genovese, oggi suddivisa in appartamenti; sorge sulla sponda sinistra del torrente Varenna ed è collegata alla strada principale da un ponte settecentesco in pietra.[4][60]
- Villa Lomellini, detta "il Konak", termine che in turco indica residenze di pregio e di rappresentanza, è ispirata al modello di questi edifici, diffusi in tutto l'Impero ottomano; secondo diverse fonti sarebbe stata costruita per i Lomellini; secondo altri[53] la costruzione, caratteristica per la sua facciata concava, risalirebbe alla fine del XVIII secolo e sarebbe stata edificata per il ricco commerciante Battista Granara, proprietario anche dell’omonima villa. Si trova di fronte a questa, all'inizio dell'abitato di Tre Ponti, sulla sponda destra del Varenna.[4][60]

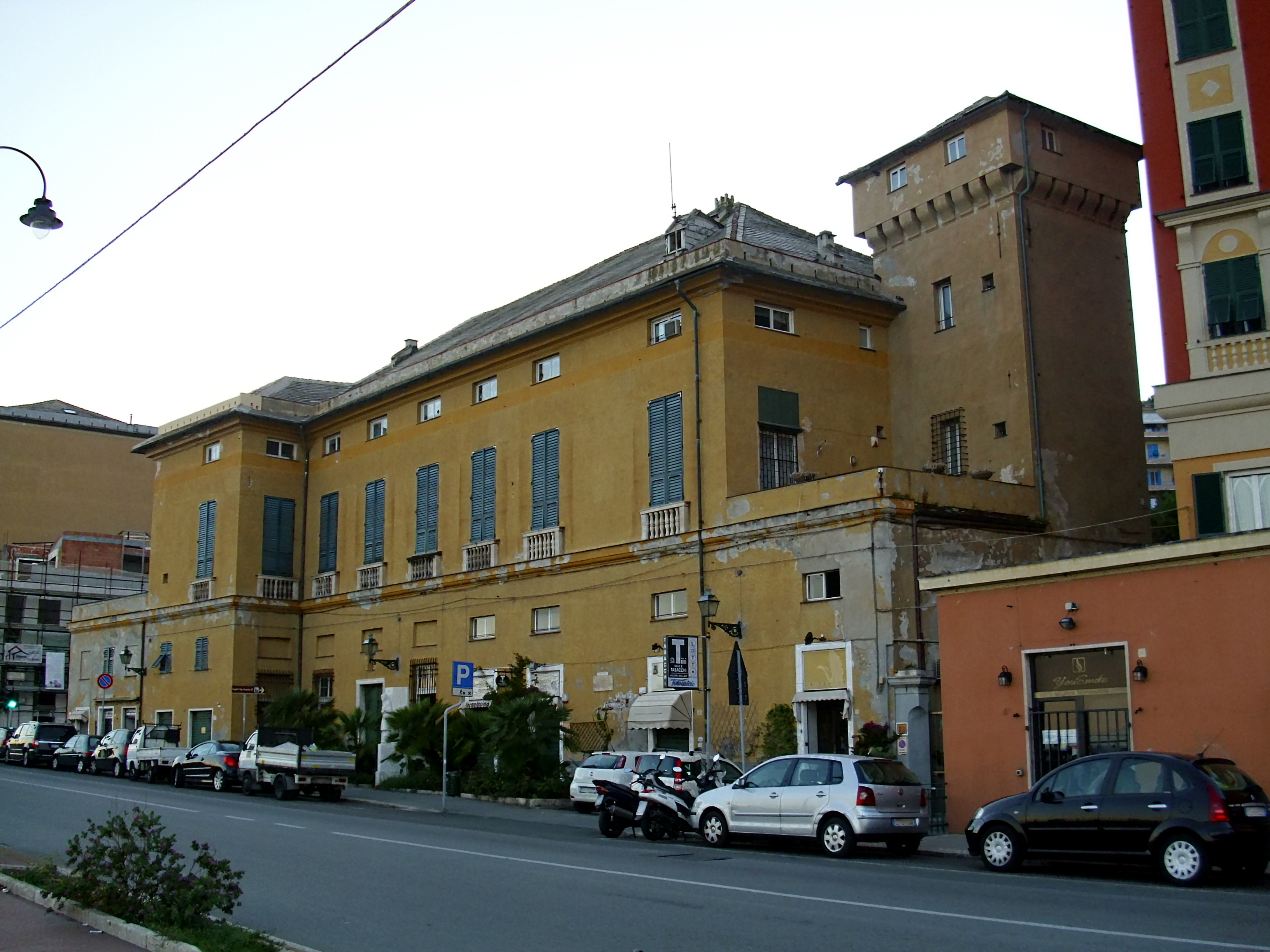
Il palazzo di villeggiatura dei marchesi Della Chiesa.
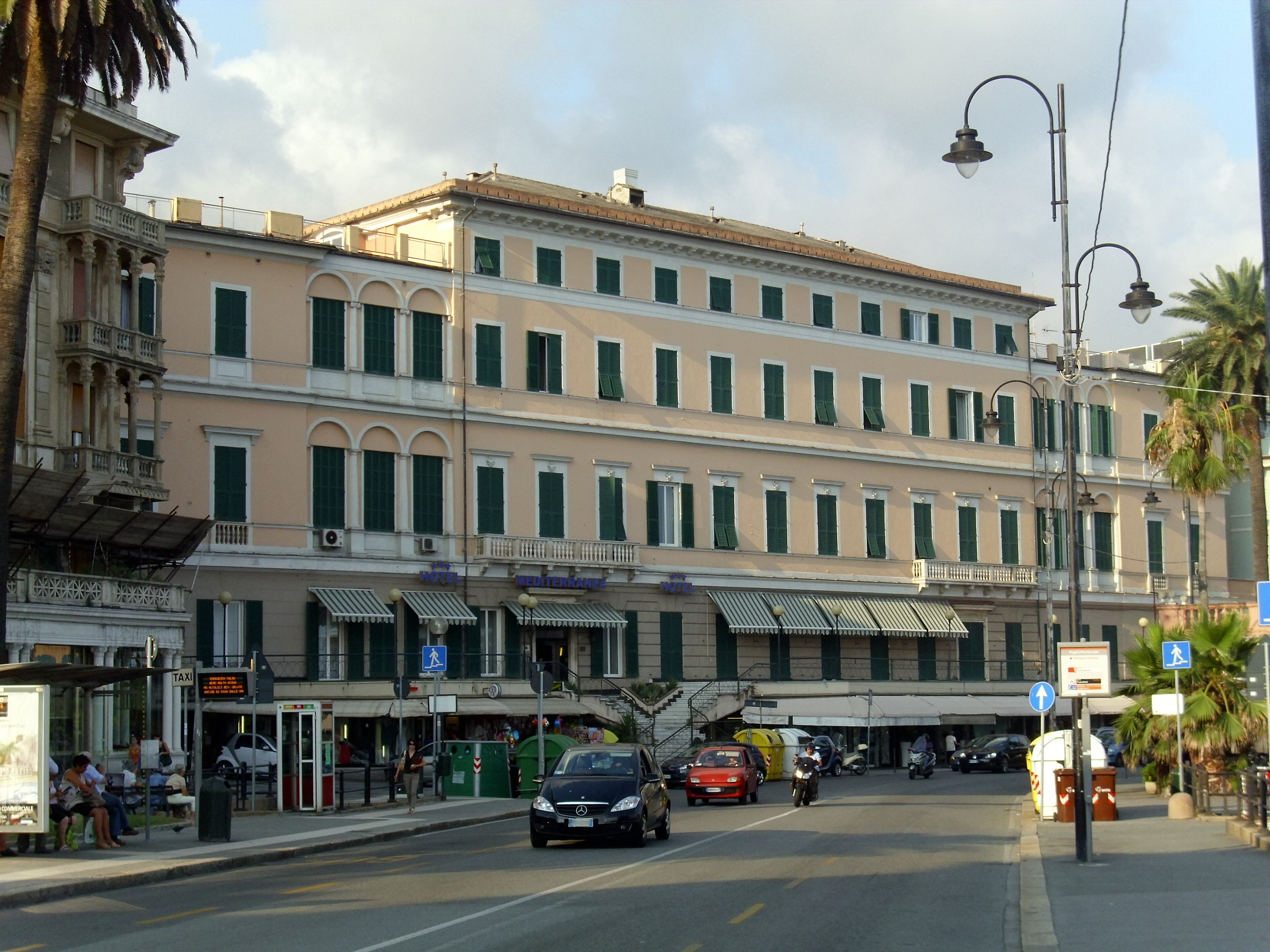
L'ex palazzo Lomellini, ora sede dell'Hotel Mediterranée.
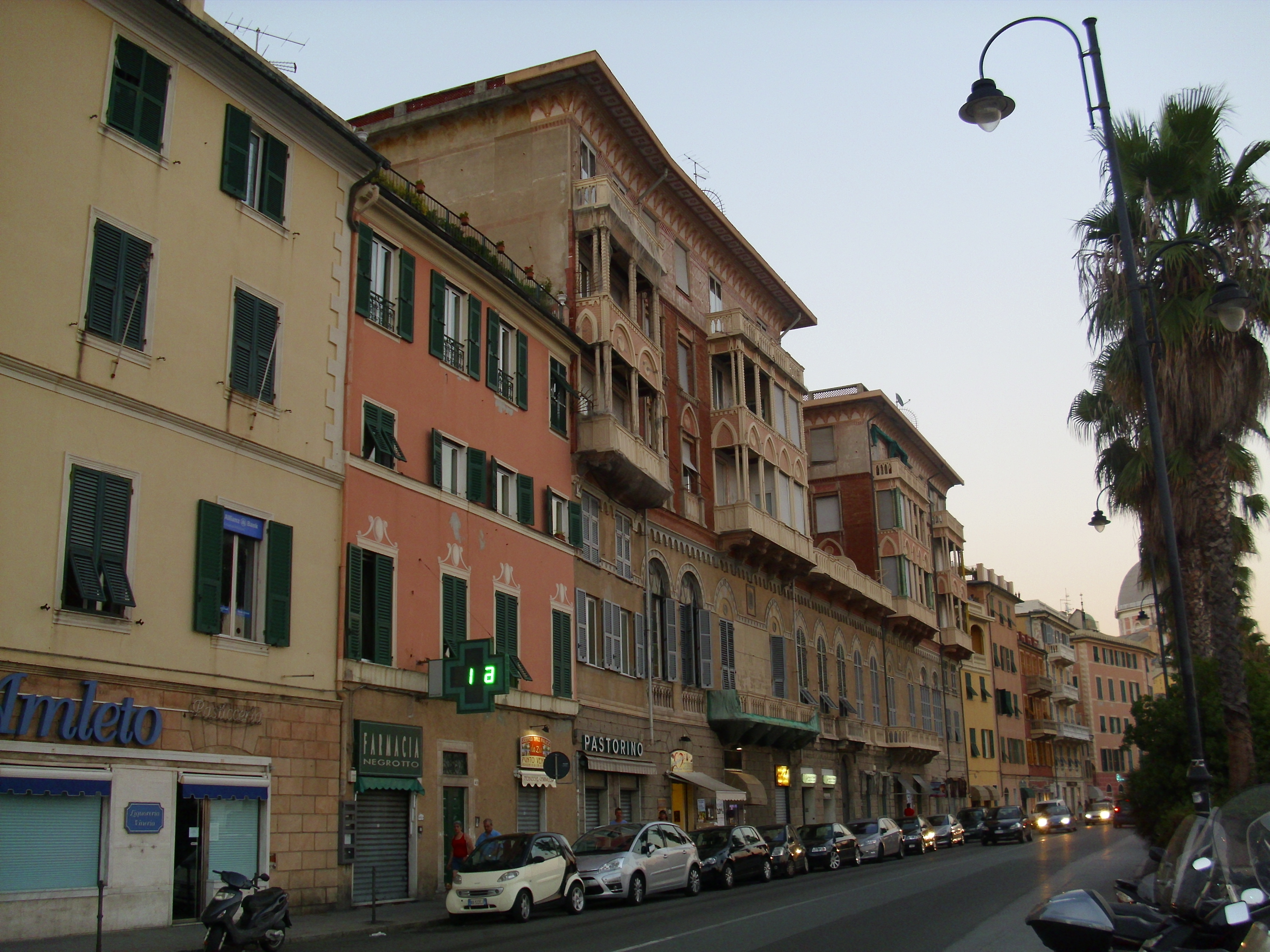
Palazzo Doria alla Marina.
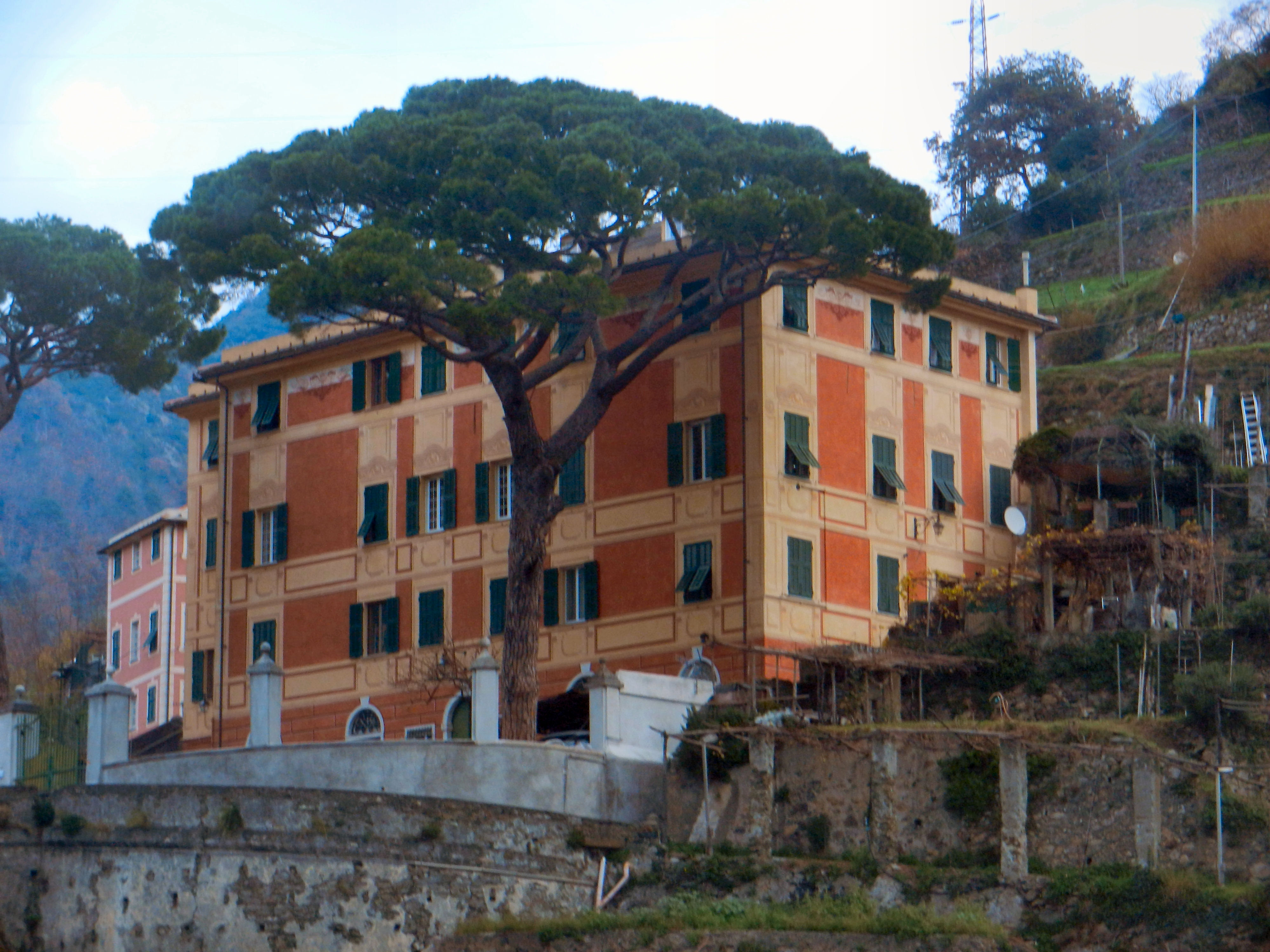
Villa Granara.
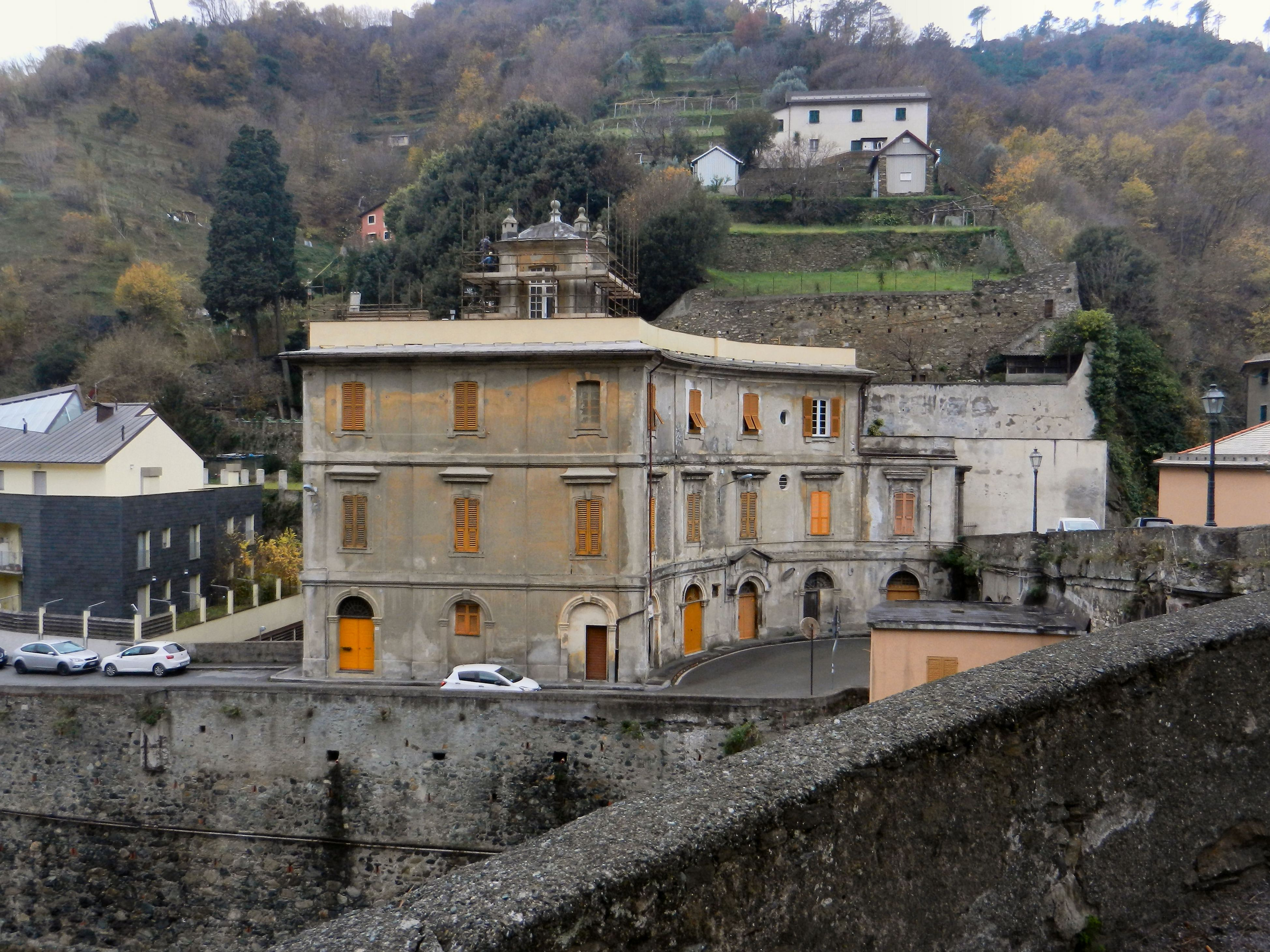
Il "Konak".

#### Altri edifici storici

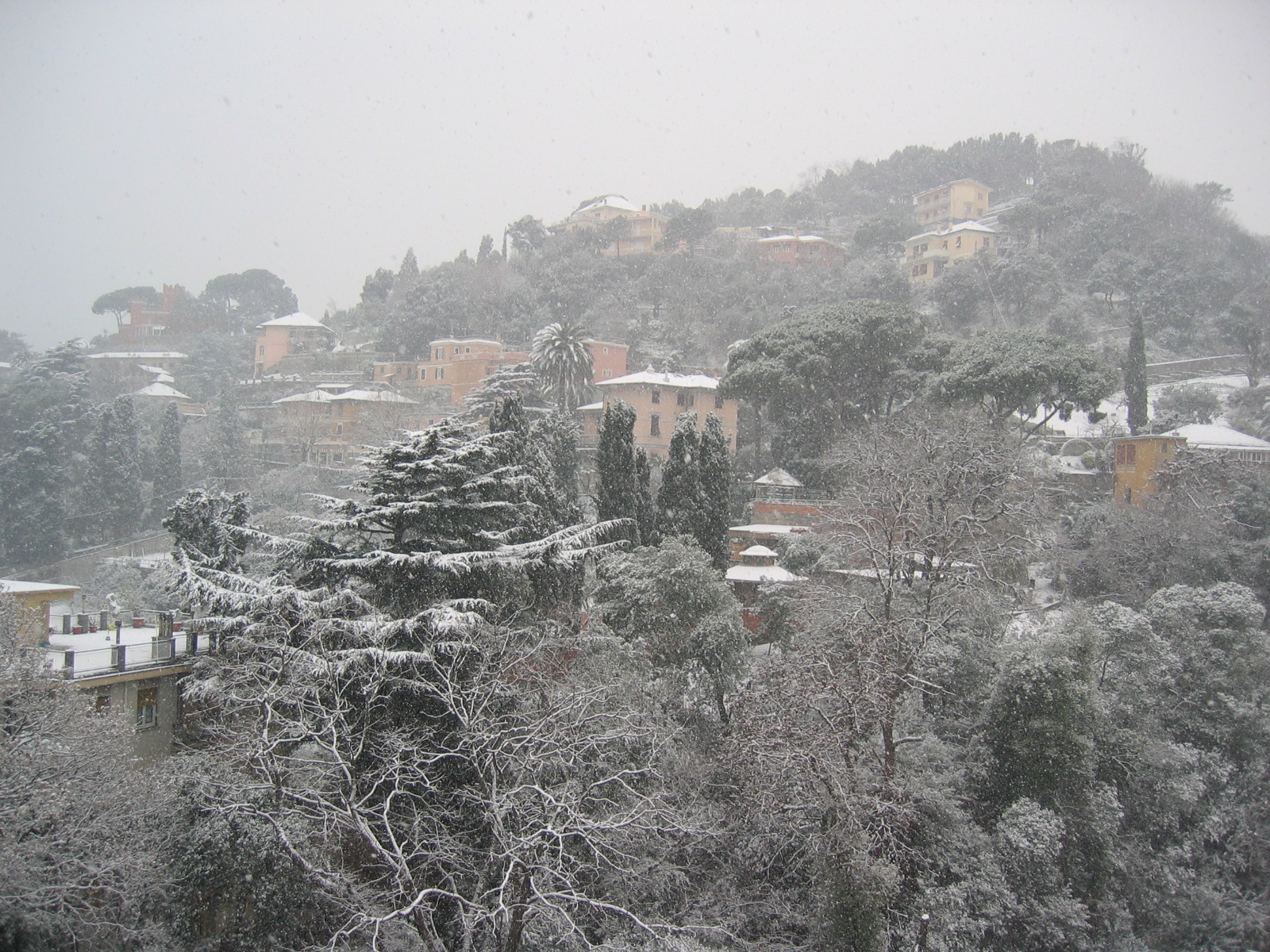
Veduta generale della collina di viale Modugno con le ville residenze storiche degli industriali della zona.

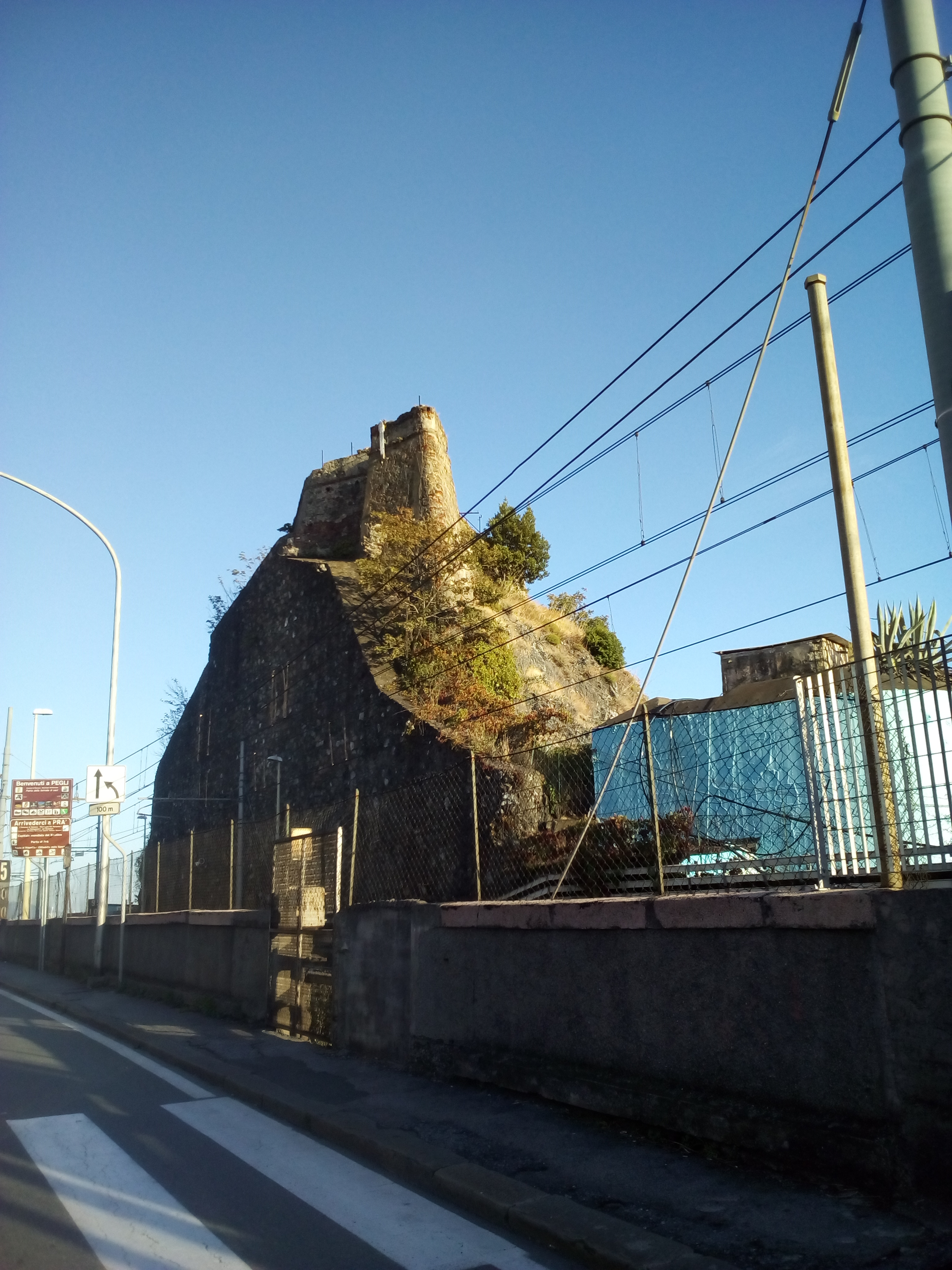
Resti del castelluccio, posto sopra la linea ferroviaria Genova-Ventimiglia.

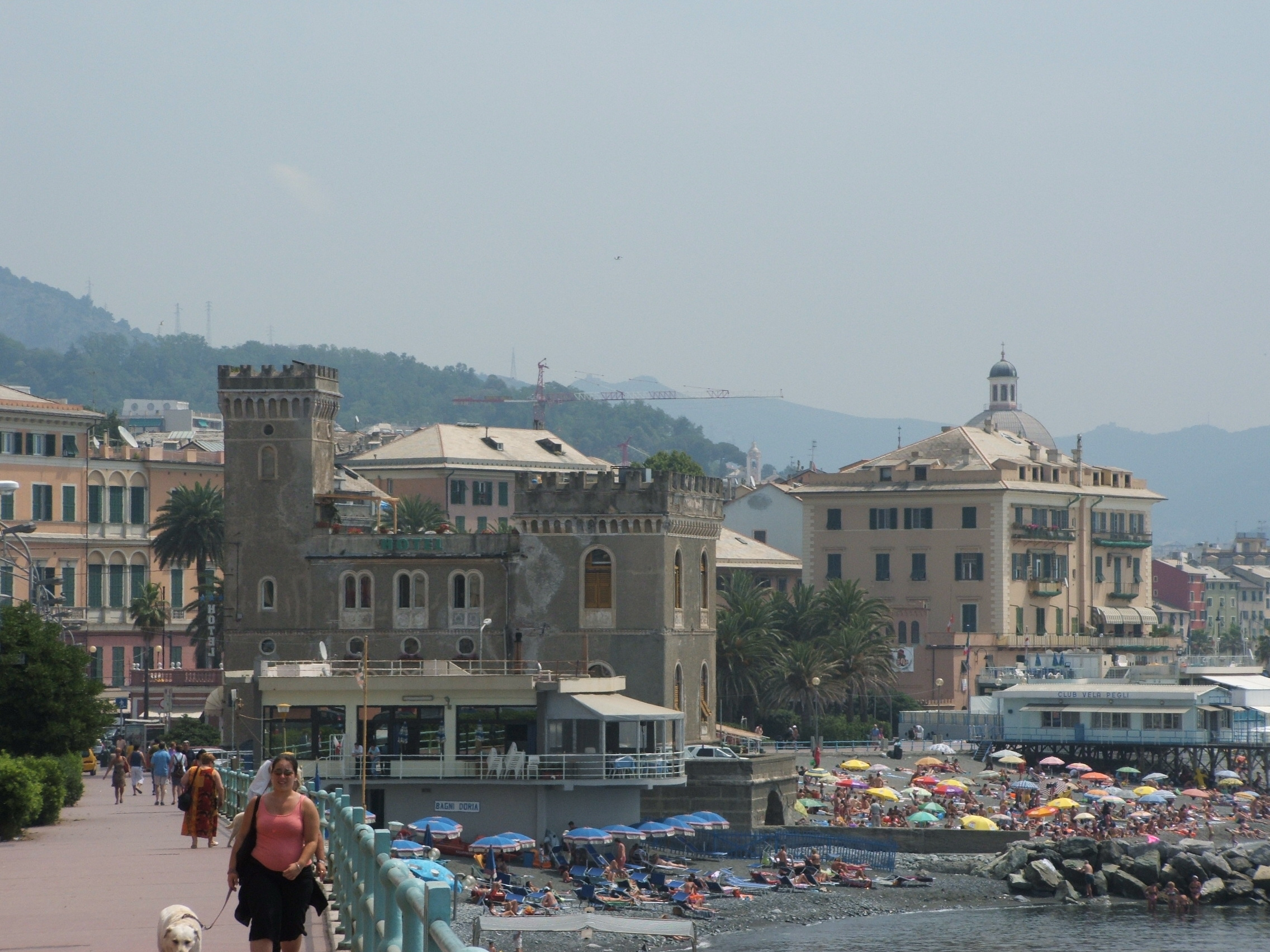
Castello Chiozza.

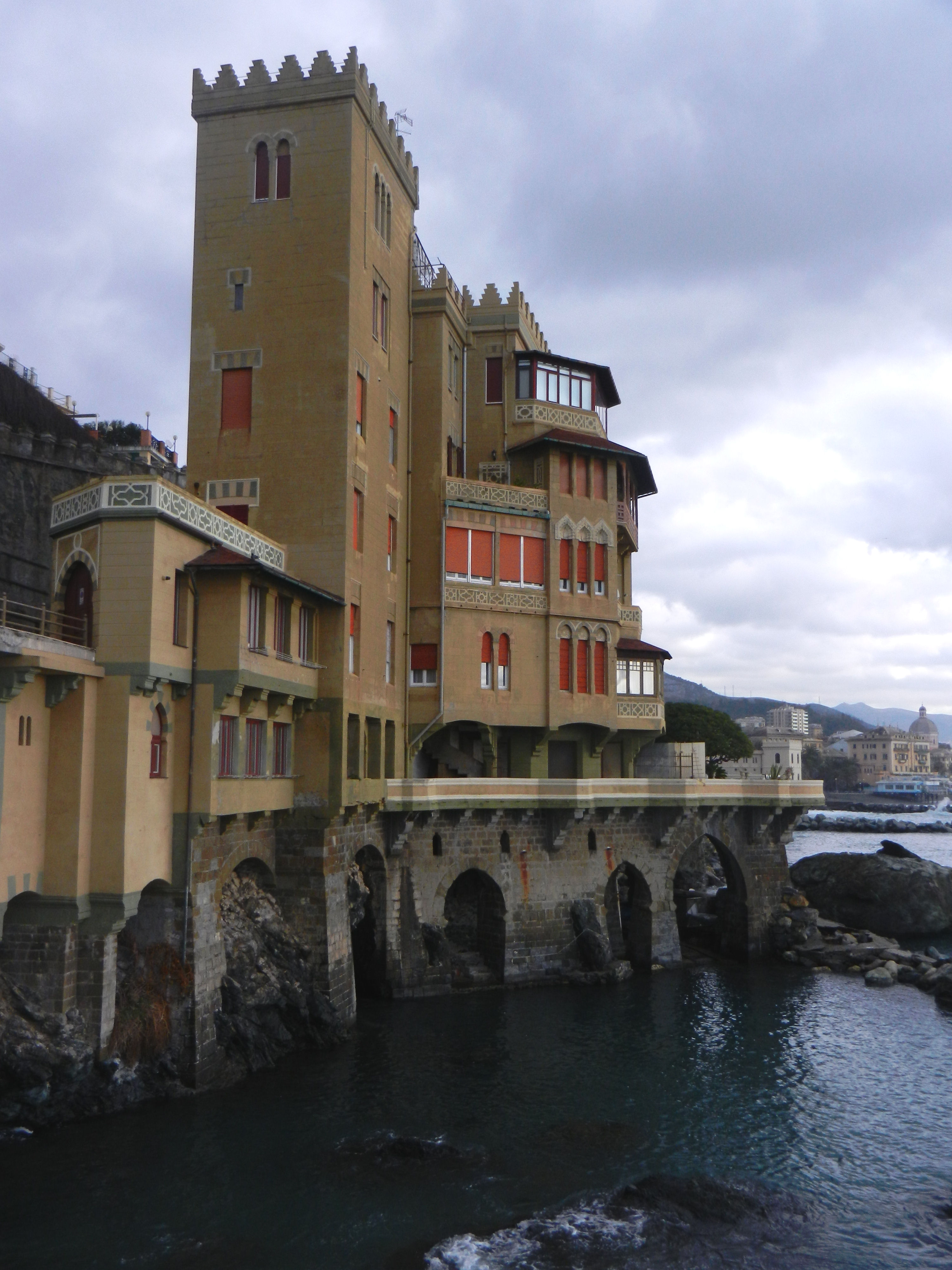
Castello Vianson.

- Castello Chiozza, via Pegli 2. Villino neogotico con torre sulla spiaggia, costruito intorno al 1880 sui resti del fortilizio dei Lomellini che presidiava il porticciolo.[61][62] Non mancarono critiche per la demolizione del fortilizio medioevale per costruire al suo posto un villino privato.[63][64] Oggi ospita l'Hotel Miramare.
- Castello Vianson, via Pegli 4 e 6. Costruito nel 1907 dall'architetto Marco Aurelio Crotta (1861-1909)[65], è un caseggiato neogotico a picco sugli scogli all'estremità di ponente del lungomare; sorge al posto delle antiche "case sullo scoglio".[61][66]
- Castelluccio di Pra'[67]. Fortino d'avvistamento e difesa, risalente al X secolo costruito su uno scoglio a picco sul mare, al limite di ponente del quartiere. Nel corso del XVI secolo «…le coste liguri, già soggette dai più lontani tempi alle incursioni di flotte nemiche e ordate piratesche, risultano maggiormente esposte agli attacchi, per cui si ha un fiorire di iniziative coordinate dal governo della Repubblica di Genova. Tale necessità di creare nuove protezioni diventa urgente anche per tutte quelle comunità costiere, per cui, in tale periodo, sulle spiagge italiane, sorge una serie di fortificazioni pressoché ininterrotta, atta a presidiare i beni e la vita stessa degli abitanti, offrendo protezione armata e temporaneo ricetto durante le rapide incursioni nemiche. Con questa catena di fortificazioni venne anche ripristinata la catena di segnalazione che già da tempi molti antichi aveva la doppia incombenza di segnalare la rotta ai naviganti e di trasmettere con rapidità notizie relative alla comune sicurezza». In questa fase venne edificato il Castelluccio, a difesa delle coste e dell'abitato di Pra', mentre l’abitato di Pegli, che si trovava oltre il promontorio di Pria Pulla, era difeso da altri due castelli, uno sul Varenna e uno in corrispondenza dell’attuale Albergo Miramare. «In posizione dominante, sopra un roccione serpentinoso, sopraelevato sulla spiaggia di una ventina di metri, il Castelluccio di Pra’ era originariamente di forma quadrata, con bastioni sui due angoli a levante ed a ponente. Durante la costruzione della ferrovia Genova-Savona, venne demolito l’angolo verso nord, con le strutture su di esso gravanti - per cui la pianta attualmente è pentagonale - e la strada carraia di accesso; per dare accesso alle strutture residue, venne aperto in tale occasione un varco sul lato verso il mare…»[67]. Durante la seconda guerra mondiale divenne una postazione dei soldati tedeschi, che vi costruirono al di sotto un bunker ancora esistente. Nel dopoguerra venne inglobato in uno stabilimento balneare; dopo la costruzione del vicino porto di Pra' la spiaggia sottostante è stata trasformata in un approdo per imbarcazioni da diporto.[68][69]
- Torre Cambiaso. Antica torre degli Spinola, posta sul crinale in prossimità del confine tra Pra' e Pegli e che scende al mare all'altezza del Castelluccio, lungo uno dei sentieri che dalla costa conducevano verso l'entroterra. Venute meno le funzioni di difesa delle torri costiere, nel XIX secolo divenne proprietà del marchese Pietro Cambiaso, sindaco di Pra', che diede incarico all'architetto Giovanni Battista Novaro di trasformarla in casa per villeggiatura[70]; in seguito fu inglobata nella proprietà dei frati Passionisti, che poco distante avevano il loro convento, e più recentemente l'intero complesso è stato trasformato in una residenza alberghiera.[4][5]
- Ospedale Martinez. Per volontà di Giovanni Martinez, che nel 1875 aveva destinato il proprio palazzo e terreni adiacenti al complesso conventuale di S. Antonio Abate per la realizzazione "d'un spedale a benefizio dei poveri del Comune di Pegli e quello di Prà", negli ultimi decenni dell'Ottocento sorse un ospedale, rimasto in funzione per oltre un secolo e dismesso negli anni novanta del Novecento.[29] Dopo anni di abbandono sono in corso lavori di recupero dell'ex presidio ospedaliero per destinarlo, insieme ad un adiacente edificio di nuova costruzione, ad ambulatori del Servizio Sanitario Nazionale.

### Strade, piazze e spazi pubblici

#### Assi stradali principali
Il quartiere è attraversato dalla via Aurelia, tuttora il principale collegamento urbano del ponente genovese, che in questo tratto assume varie denominazioni; da ponente a levante: via Multedo di Pegli e via Ronchi, nella zona di Multedo; superato il ponte sul Varenna diventa "lungomare di Pegli" ed infine via Pegli fino al confine con l'area di Pra'.
Le restanti vie hanno esclusivamente una funzione di collegamento locale all'interno del quartiere e con le zone collinari; fa eccezione la strada di fondovalle della val Varenna, che ricalcando il percorso di un'antichissima via di comunicazione tra la costa ligure e la pianura padana, collega Pegli con l'alta val Polcevera attraverso il valico di Lencisa; stretta e tortuosa nel tratto più a monte, è frequentata solo da traffico locale.
Poche e non molto ampie le piazze del quartiere:
- Piazza Porticciolo, affacciata sulla spiaggia al centro del quartiere, vicino all'Hotel Mediterranée, ex villa dei Lomellini, ha al centro una grande statua marmorea di Garibaldi opera di Luigi Orengo, figlio del più noto Lorenzo; inaugurata nel 1908, raffigura il generale in posizione eretta, con la mano sinistra appoggiata all'impugnatura della sciabola.
- Piazza Cristoforo Bonavino, intitolata al filosofo pegliese, noto con lo pseudonimo di Ausonio Franchi (1821-1895), è uno spazio verde, adibito a giardino pubblico, antistante la villa Doria Centurione (Museo Navale e Liceo classico e linguistico Mazzini).
- Piazza Calasetta, intitolata al centro "tabarchino" dell'isola di Sant'Antioco, è uno slargo affacciato sul mare, completamente pedonalizzato, al termine del lungomare, con simulacri di antichi cannoni rivolti verso il mare.
- Piazza Ponchielli, creata nell'Ottocento, è la piazza antistante la stazione ferroviaria, a pochi metri dall'ingresso del viale d'accesso alla villa Pallavicini.

#### Parchi pubblici
Sono quattro i parchi pubblici pegliesi, che occupano complessivamente 242000 m² facendo del quartiere uno dei più ricchi di verde della città.
Il parco della villa Doria Centurione (115000 m², oggetto di un complesso recupero dell'omonimo palazzo cinquecentesco nel 2004 e del parco nel 2014), quello della villa Durazzo-Pallavicini (97000 m², con ingresso a pagamento, restaurata più volte nel 1992, 2004 e 2014) ed infine quelli delle ville Lomellini Banfi (18000 m²) e Lomellini Rosa ex proprietà Berta (12000 m²).

## Istruzione
Il quartiere, oltre a varie scuole primarie e secondarie di primo grado, pubbliche e private, ospita nella villa Doria Centurione (Piazza Bonavino, 6) una succursale del liceo classico Giuseppe Mazzini, che ha la sua sede principale in via P. Reti, nel quartiere di Sampierdarena.

## Infrastrutture e trasporti

### Aree portuali
Nel secondo dopoguerra il panorama costiero del quartiere è radicalmente mutato per la costruzione delle infrastrutture portuali, che hanno occupato il litorale a levante e ponente, preservando solo un tratto di spiaggia di circa 1,5 km antistante la zona centrale, tra la foce del Varenna e il castello Vianson.
Nella zona di litorale antistante Multedo negli anni sessanta è sorto il porto Petroli. Delimitato a mare dalla penisola artificiale dell'aeroporto, il terminale petrolifero genovese è formato da una banchina di circa 400 metri e quattro pontili perpendicolari alla costa, direttamente collegati ad una rete di oleodotti connessi con raffinerie e depositi nel nord Italia.
A ponente hanno inizio le strutture del PSA Genova Pra', il maggiore terminal container del porto di Genova, inaugurato nel luglio del 1992, che si sviluppa principalmente nel vicino quartiere di Prà. La zona portuale compresa nell'area di Pegli, di fronte al Castelluccio, è dedicata alla nautica da diporto, con un approdo turistico da 530 posti. La diga foranea del porto ha incluso nel bacino portuale lo storico scoglio della Pria Pula.

### Strade urbane

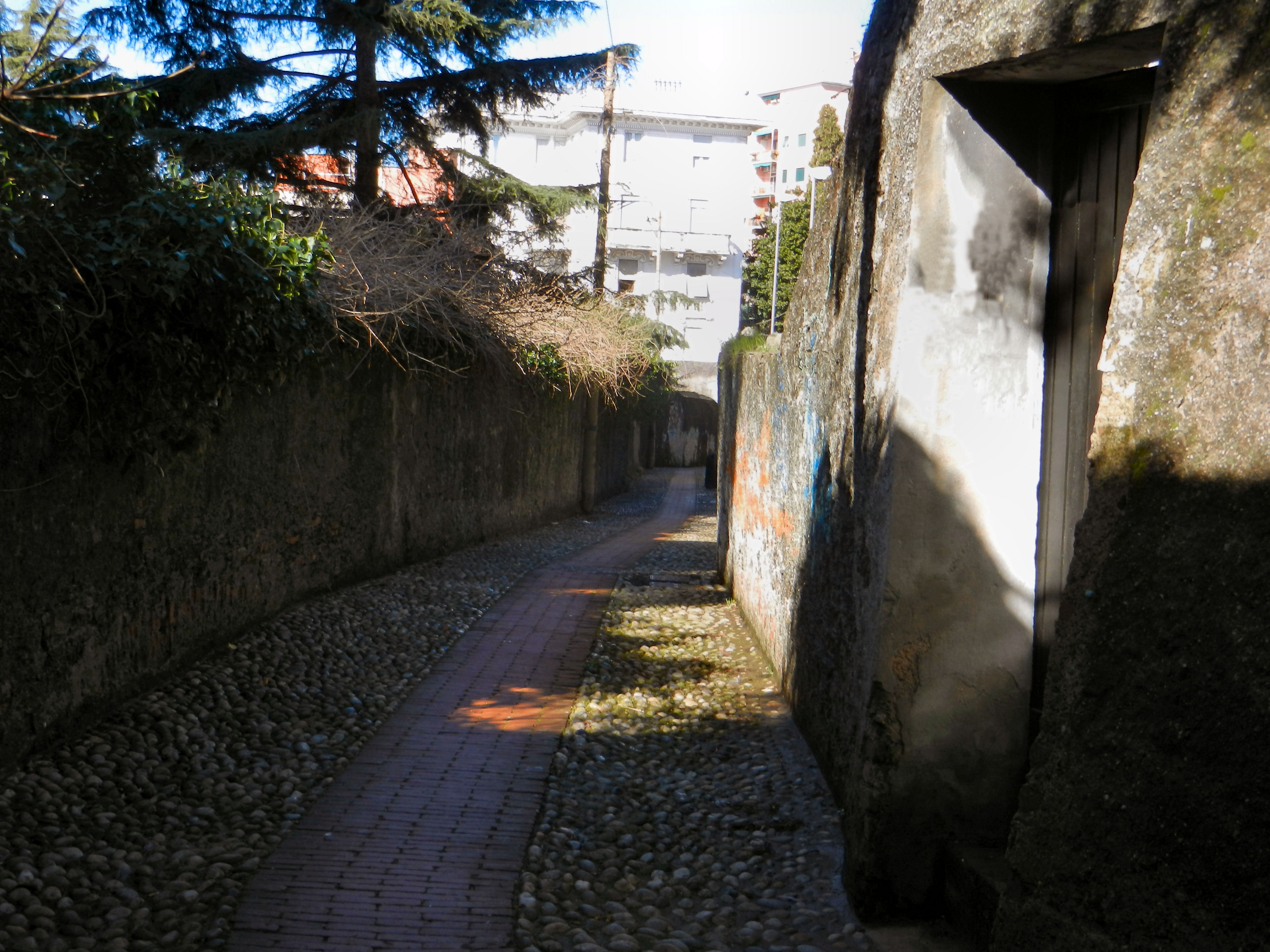
Multedo, uno scorcio della "Via Antica Romana"

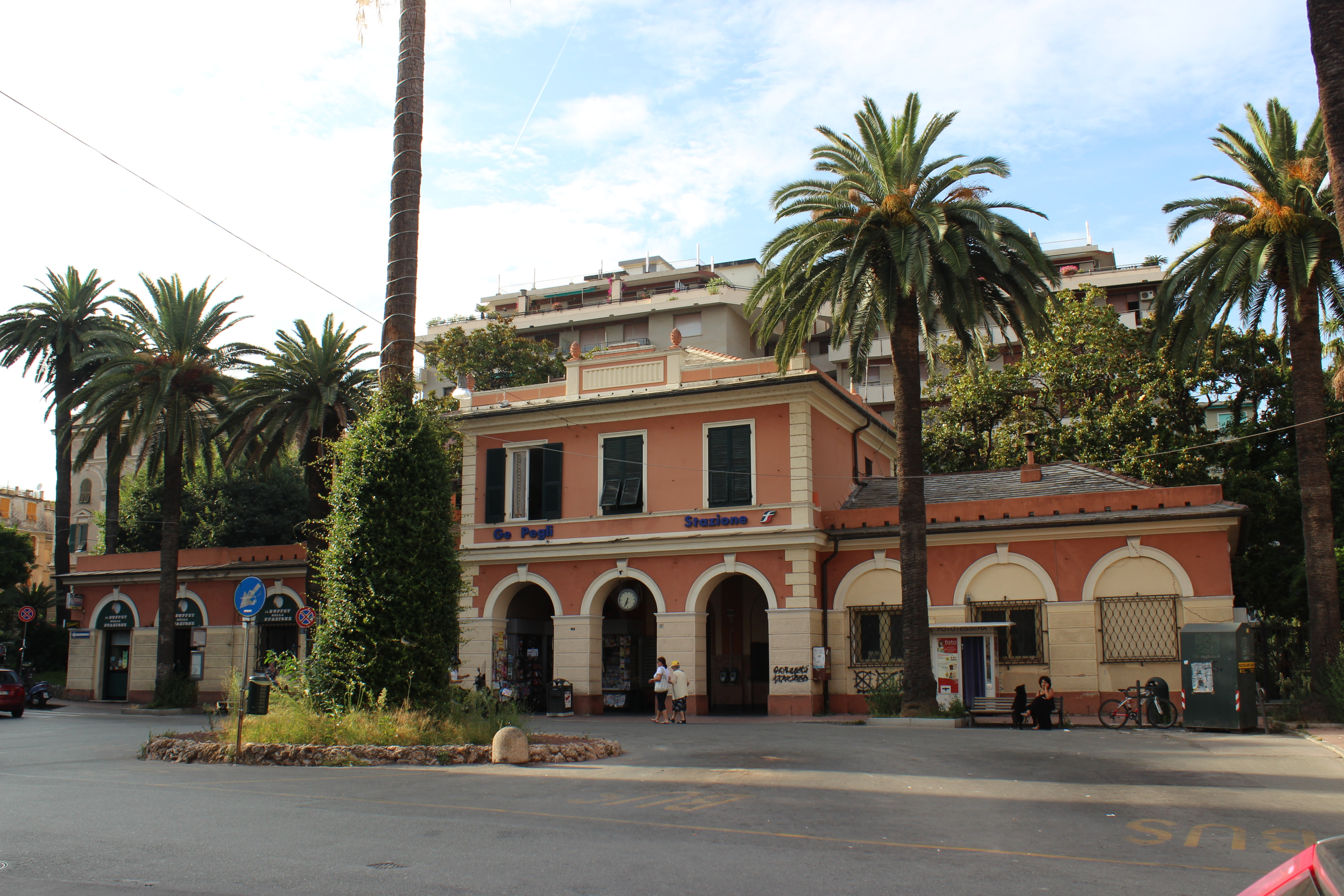
La stazione ferroviaria di Pegli

- Viabilità antica. Pegli sorse, probabilmente già in epoca preromana, alla foce del Varenna, all'inizio di una via d'internamento che dal litorale si era formata spontaneamente lungo la val Varenna verso le Capanne di Marcarolo passando per il valico di Lencisa; questa strada, nel Medioevo chiamata Cabanea, per secoli, fino all'inizio dell'Ottocento, costituì un'importante via di comunicazione tra la costa ligure e la pianura padana.[5] Molto frequentata, perché a differenza di altri percorsi era una "via libera", cioè non sottoposta al pagamento di pedaggi, come ad esempio la "via dei Giovi"[75], questa antica mulattiera nel XVIII secolo venne trasformata in una carrareccia; del percorso settecentesco restano diversi ponti "a schiena d'asino" che attraversano il torrente.[76]

La strada litoranea nei tempi più antichi era invece formata da sentieri e mulattiere che collegavano localmente i vari centri, ma senza un progetto ingegneristico di impronta statale che ne facesse una vera e propria via di comunicazione. Il territorio ligure, accidentato, con alte montagne a ridosso della costa, scogliere, promontori e vallate impervie, non si prestava infatti a grandi opere viarie ed i collegamenti commerciali avvenivano preferibilmente per via marittima. Di questi percorsi, leggermente arretrati rispetto all'attuale litoranea, restano vari tratti nel ponente genovese, come la cosiddetta "Via Antica Romana" nella zona di Multedo.
- Viabilità moderna. La situazione cambiò radicalmente a partire dall'epoca napoleonica, quando venne finalmente realizzata la strada litoranea da Genova a Savona (1810), parte dell'attuale via Aurelia. Con la contemporanea apertura di nuove strade nelle valli principali del genovesato persero d'importanza le antiche mulattiere come la Cabanea.

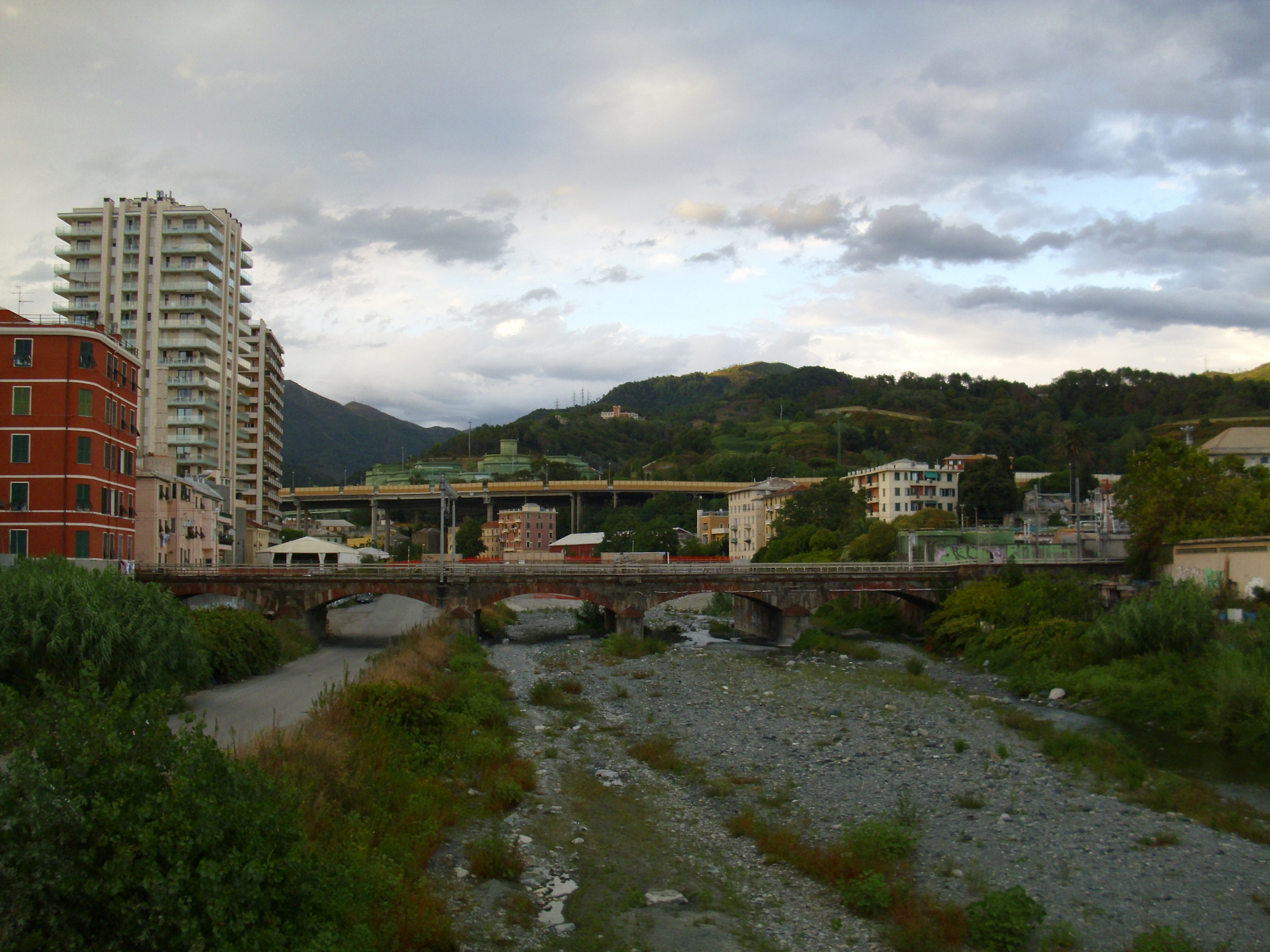
Il Varenna tra Pegli e Multedo, visto dall'Aurelia. Si notano il ponte della ferrovia Genova-Ventimiglia e il viadotto dell'A10

La via Aurelia resta tuttora la principale strada di scorrimento urbano; dal confine con l'area di Sestri P. entra nell'abitato di Multedo assumendo prima il nome di via Multedo di Pegli e poi via Pacoret de Saint-Bon. Superato il sottopasso ferroviario ed il ponte sul Varenna, entra nel lungomare di Pegli, proseguendo poi come via Pegli fino al confine con il territorio di Prà.
Le altre strade urbane hanno una funzione esclusivamente locale, come collegamento tra la via Aurelia e le zone collinari, tranne la via Opisso, che introduce alla val Varenna. L'attuale strada della val Varenna, che collega Pegli con Ceranesi, nell'alta val Polcevera, ricalca in gran parte il tracciato della carrareccia settecentesca, raggiungendo con un percorso di circa 10 km il valico di Lencisa, dopo aver attraversato i principali centri della valle; il collegamento carrozzabile tra San Carlo di Cese e Lencisa è stato realizzato solo negli anni ottanta del Novecento. Oggi questa strada riveste solo un ruolo di collegamento locale.

### Autostrade
Pegli è lambita dall'Autostrada A10, Genova - Ventimiglia, parallela all'Aurelia. Il casello autostradale, denominato Genova Pegli, si trova al centro dell'area di Multedo.

### Ferrovie
Pegli è attraversata dalla linea ferroviaria Genova-Ventimiglia ed è servita da una stazione, inaugurata nel 1856, situata nella centrale piazza Ponchielli, accanto all'ingresso della villa Durazzo-Pallavicini. È servita da treni regionali.

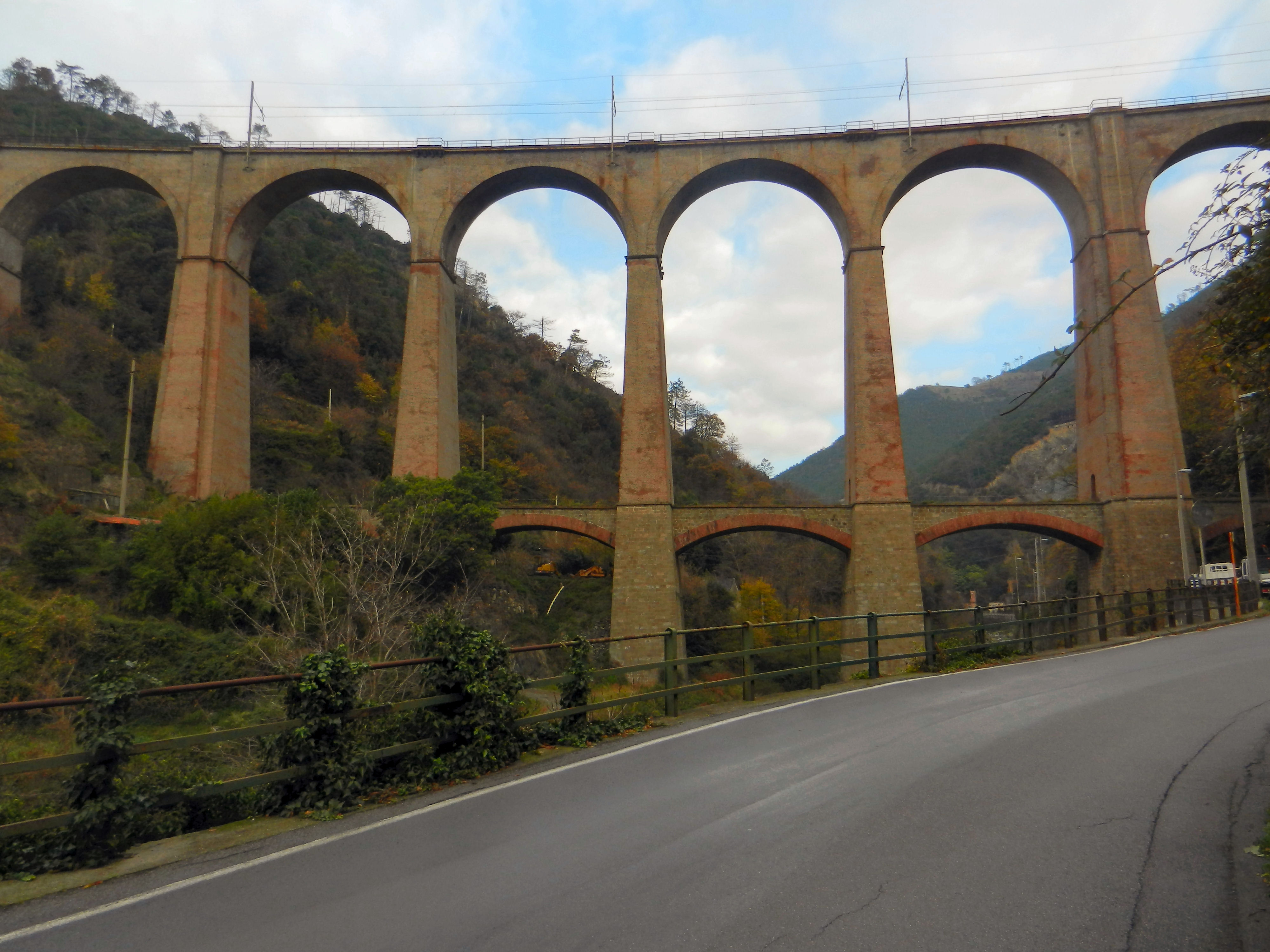
Il viadotto ferroviario della linea Genova - Asti che attraversa la val Varenna nei pressi di Chiesino

La linea ferroviaria Genova - Asti, inaugurata nel 1894, attraversa la val Varenna dove si trova la stazione di Genova Granara.

### Battelli
Dal 1º agosto 2007 l'azienda di trasporto pubblico locale di Genova (AMT) ha reintrodotto, dopo diversi anni di pausa, un servizio pubblico via mare chiamato Navebus, che in circa 30 minuti collega la passeggiata a mare di Pegli (molo Archetti) con il porto antico di Genova.

### Trasporti urbani
Il quartiere è collegato con il centro cittadino dagli autobus AMT della linea 1 (Piazza Caricamento-Voltri). La val Varenna è servita dalla linea 71 dell'AMT, da Pegli a San Carlo di Cese (località Camposilvano). Inoltre diverse linee in partenza dalla stazione (piazza A.Ponchielli) raggiungono le zone collinari (linee 93, 189 e 190).

### Aeroporto
L'aeroporto Cristoforo Colombo, nel quartiere di Sestri Ponente, si trova a circa 5 km da Pegli.

### Ospedali
Dopo la chiusura, negli anni novanta dell'ospedale Martinez, i presidi ospedalieri di riferimento per il quartiere di Pegli sono:
- Ospedale Padre Antero, Sestri Ponente - 4 km.
- Ospedale San Carlo, Voltri - 6 km.
- Ospedale Villa Scassi, Sampierdarena - 10 km.

## Sport

### Impianti sportivi
Il quartiere ospita il già citato complesso sportivo Signorini, sede sociale e di allenamento del Genoa CFC. Realizzato nel 1951 nel parco della villa Lomellini Rostan a Multedo ed ufficialmente inaugurato nel 1956, lo stadio venne all'epoca intitolato al papa Pio XII. Dal 2005 porta il nome dello sfortunato calciatore del Genoa, scomparso prematuramente nel 2002.
Sempre a Multedo si trova un campo da calcio realizzato negli anni settanta tra il porto petroli e la spiaggia, utilizzato dalla sezione calcio dell'A.S.D. Multedo 1930.
A Multedo si trova anche una piscina, intitolata a Nico Sapio, giornalista sportivo scomparso nella tragedia di Brema del 28 gennaio 1966, già utilizzata dall'A.S.D. Multedo 1930, ma l'impianto è ormai chiuso da alcuni anni. Tramontato un primo progetto di mantenerlo come struttura per sport acquatici sono state avanzate diverse proposte per la sua trasformazione in palestra o centro sportivo polivalente, ma non è stata al momento formalizzata nessuna decisione (febbraio 2016). La piscina si trova in via Reggio, accanto allo svincolo autostradale.

### Società sportive
- Il Tennis Club Pegli 2 Coop. a R.L. è una società sportiva nata nel 1970 con sede in Via Salgari 56 e da più di 50 anni è attiva per la pratica del tennis con corsi per bambini e adulti e con la possibilità di prenotazione del campo per soci e non.
- L'A.S.D. Multedo 1930, una delle più importanti associazioni sportive dilettantistiche genovesi, è attiva in diverse discipline sportive quali: calcio (maschile e femminile), canottaggio, nuoto, pallavolo, pesca sportiva, tennis, cicloturismo, e arti marziali. Ottimi i risultati ottenuti della sezione nuoto e canottaggio, nonché storicamente dalla sezione pallavolo, giunta seconda nel Campionato italiano di Serie A nelle stagioni 1952 e 1953. La sezione calcio è attiva dal 1969 e partecipa al campionato ligure dilettanti di Prima Categoria.[79]
- La Pegliese è stata attiva in campo calcistico con diverse denominazioni sociali dal 1953 al 2015, quando a seguito della fusione con l'Olympic Prà Palmaro ha dato vita alla nuova società G.S.D. Olympic Prà Pegliese, che però disputa i suoi incontri casalinghi sul campo sportivo Branega di Prà.[80]
- A.D. Basket Pegli, nata nel 1967, è attiva nel settore cestistico a livello regionale. Ha sede in via Cialli, nel complesso multifunzionale sorto sul sito della ex fabbrica Elah.[81]
- Tennis Club Pegli, Associazione Sportiva Dilettantistica nata nel 1947, ha sede in via Sabotino, nel centro di Pegli, nel parco alle spalle dell'Hotel Mediterranèe. La società organizza dal 1951 un torneo open di rilievo nel panorama tennistico nazionale, già conosciuto come Torneo Elah.[82]

### Il calcio a Pegli
Il calcio a Pegli nel secondo dopoguerra è stato rappresentato, oltre che dalla A.S.D. Multedo 1930, da varie formazioni dilettantistiche. Le più importanti tra queste furono la Pegliese e il Gruppo C.
La storia della Pegliese era in realtà iniziata nell'immediato dopoguerra, quando fu fondata una sezione calcio della P.A. Croce Verde Pegliese, che nel 1953, conquistato il massimo livello dilettantistico regionale, fu resa autonoma dalla pubblica assistenza prendendo il nome di A. C. Pegliese. Campo da gioco era il Morteo, oggi scomparso, che sorgeva sulla sponda del Varenna.
Altra squadra storica legata a Pegli, benché non fosse propriamente espressione del territorio pegliese, era il Gruppo "C", formazione genovese legata alla famiglia Costa, che militò anche in serie D tra il 1965 e il 1968. Terreno di gioco del Gruppo "C" era lo stadio "Pio XII". Nel 1975 il "Gruppo C" si fuse con la Levante, altra squadra dilettantistica genovese, e divenne "Levante C". Tra il 1969 e il 1974 la squadra ebbe come allenatore l'ex nazionale ungherese György Sárosi.
Nel 1984 la Levante C si fuse con la A.C. Pegliese. La nuova squadra (Levante C Pegliese e poi solamente Pegliese) militò nel torneo Interregionale dal 1988 al 1991, cessando la sua attività nel 1998 per problemi finanziari.
Da una nuova società fondata nel 2000, la Real Pegliese, nacque nel 2004 il G.S.D. Pegliese, che ha militato nella Prima Categoria ligure fino alla stagione 2014/2015, al termine della quale ha dato vita con l'Olympic Prà Palmaro alla nuova società G.S.D. Olympic Prà Pegliese.
Nel 2022 il reparto giovanile della Levante C Pegliese, unica componente rimasta dello storico club, e quello dell'A.S.D. Muldedo 1930 si sono uniti nel Multedo Levante 1930.
Nel 2017 ad opera di Massimo Ruffa nasce il Lido Square F.B.C, che prende il nome dall'omonima piazza di Pegli. Nel 2023 riesce a raggiungere la promozione in Prima Categoria.

## Amministrazione
Pegli fa parte del Comune di Genova e del Municipio VII Ponente.

### Gemellaggi
Il quartiere di Pegli è gemellato con i due comuni "tabarchini" della provincia di Carbonia-Iglesias:
- Carloforte[87]
- Calasetta